# Deutsche Kampfstiefel
Deutsche Kampfstiefel, heute offiziell Kampfschuhe, sind oder waren Lederstiefel beziehungsweise Lederschuhe, die deutsche Soldaten im Gefecht tragen oder trugen. Die Bezeichnung „Kampfstiefel“ ist in der Bundeswehr und der Schweizer Armee üblich geworden. Dieser Schuhtyp wurde und wird sowohl zum Kampfanzug als auch zu Militärparaden und militärischen Aufzügen verwendet. Umgangssprachlich wurde und wird dieser Schuh in Deutschland auch als „Kommissstiefel“ bezeichnet. Ein österreichischer Armeeangehöriger wurde von deutschen Soldaten in der Vergangenheit auch „Kamerad Schnürschuh“ genannt, da die Österreicher bereits im Ersten Weltkrieg mit geschnürten Schuhen anstelle der deutschen Schaftstiefel („Knobelbecher“) antraten.
In der Bundesrepublik Deutschland handelt es sich bei dem im Heer zum Kampfanzug getragenen Schuhwerk heute um sehr robuste und weitgehend wasserdichte lederne Schnürschuhe mit einer tiefen Profilstruktur in der rutschfesten Gummisohle. Die Bezeichnung „Kampfstiefel“ wird umgangssprachlich sowohl für Schaftstiefel als auch für Schnürschuhe verwendet. Die Gebirgstruppen tragen hingegen Bergstiefel, die Fallschirmtruppen Springerstiefel.
Die Militärstiefel und -schuhe galten bereits im Deutschen Heer des Kaiserreichs als wesentlicher Bestandteil der operierenden Infanterie. Daher wurden sie bereits im 19. Jahrhundert ein ärztliches, orthopädisches und schuhhandwerkliches Studienobjekt. Beispielsweise zeigten Hersteller bereits im Jahr 1905 bei einem Wettbewerb für Militärstiefel in Berlin ihre neuesten Modelle und Verbesserungen. Bis heute gelten Militärschuhe auch als Vorbild bei der funktionellen Gestaltung zivilen Schuhwerks. Sie werden als Statussymbole angesehen und wurden in Abwandlungen zu Moderequisiten.

## Heer (1866 bis 1945)

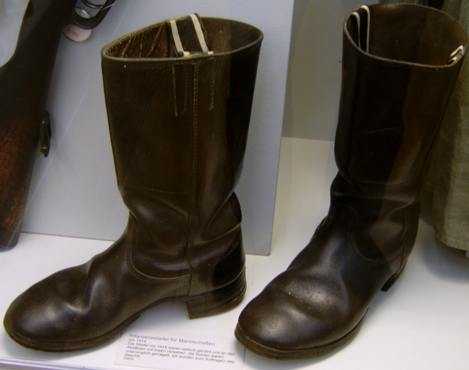
Marschstiefel M1866 in der geschwärzten Ausführung ab 1915

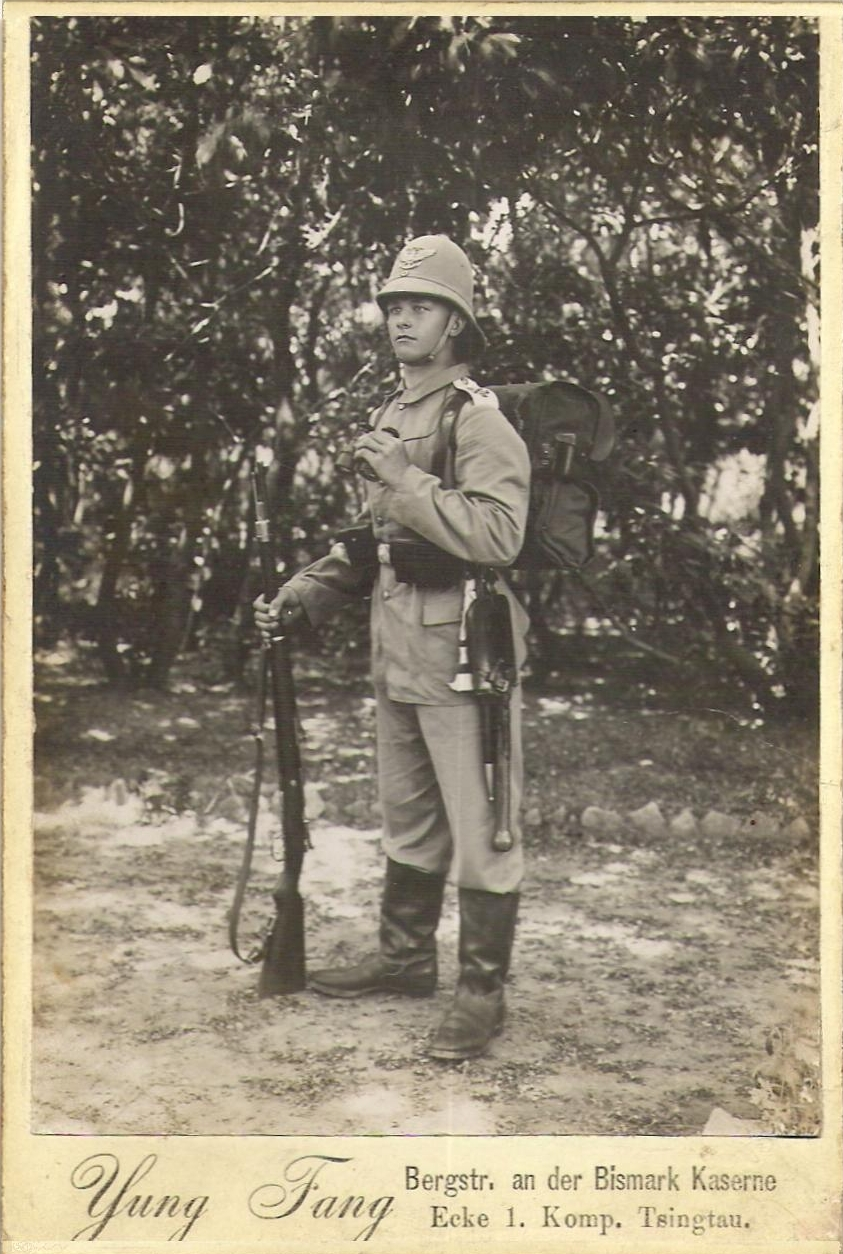
Soldat der Schutztruppe in Tsingtau mit Marschstiefeln M1866

### Marschstiefel

#### Marschstiefel, Modell 1866
Schaftstiefel oder Marschstiefel, die später umgangssprachlich auch als „Knobelbecher“ bekannt wurden, kamen 1866 nicht ohne jede Kritik bei der Infanterie der preußischen Armee erstmals zum Einsatz. Nicht für den Reiteinsatz gedachte Stiefel dieser Art waren zu diesem Zeitpunkt bereits lange im zivilen Leben, aber auch schon bei vielen militärischen Einheiten verankert. Bei der preußischen Garde wurden Kniestiefel ab dem 5. September 1807 getragen und bei dem 1811 aufgestellten Normal-Infanterie-Bataillon gehörten sie ebenfalls zur Grundausrüstung. Mehr und mehr wurde der Stiefel auch ein Zeichen für Offiziere und Unteroffiziere, wobei immer neue Teileinheiten der preußischen Armee dieses Kleidungsstück übernahmen. So wurden unter anderem am 3. Februar 1813 Kniestiefel bei den freiwilligen Jäger-Detachements vorgeschrieben. Seit dem 22. April 1819 konnten in Preußen statt Schnürschuhen auch Stiefel mit kurzen, weichen Schäften getragen werden. Diese mussten jedoch unter der Hose verschwinden. Ab 1864 durften die kurzen Stiefel auch über die Hose gezogen werden. Da sich dieser Stiefel als überaus praktisch erwies, wurde am 1. März 1866 durch Allerhöchste Kabinettsorder (A.K.O.) der 12 bis 14 Zoll hohe Marschstiefel, Modell 1866, eingeführt.
Nach der Schaffung des Deutschen Reichs im Jahre 1871 führten weitere Bundesstaaten den preußischen Schaftstiefel für die Infanterie ein. Bis 1870/1871 blieb es in Preußen erlaubt, wie zur napoleonischen Zeit, sogenannte zweibällige Leisten einzusetzen. Das heißt, der Soldat erhielt ein Paar Schuhe, das über einen Leisten geschlagen worden war und somit keinerlei Rücksicht auf orthopädische Gesichtspunkte nahm. Diese Tatsache brachte den Schaftstiefel in Misskredit. Und auch später blieb die Passgenauigkeit im Mittelpunkt der Diskussionen. Nach dem Deutschen Krieg 1866 wurde 1870 als eines der Resumés von Stiefel und Schuhen mit Gamaschen für die preußische Armee festgestellt: „Schlechte Stiefel werden auch künftig sich bereits vor dem eigentlichen Ausbruch des Krieges herausstellen und müssen vom Bataillon umgetauscht werden.“ Zudem stieß der Schnürschuh auf Ablehnung: „Während des Feldzuges in Böhmen griffen unsere Leute anfangs begierig nach erbeuteten Oestreichischen Schuhen, warfen sie aber sehr bald wieder bei Seite. Der Schuh verlangt gute, dauerhafte Strümpfe und Gamaschen, sonst scheuert er die Knöchel und versagt bei schlechtem Wetter gänzlich.“ Das Wissen über den Zusammenhang zwischen gutem Schuhwerk und der Leistung und Gesundheit seiner Träger benötigte jedoch lange, um ein Umdenken im elitären Offizierskorps zu bewirken. Da auch in den Jahren nach 1870/1871 immer noch wenig Rücksicht auf stärker individualisierte Leisten genommen wurde, befürworteten Kritiker des Schaftstiefels auch 1885 noch das ältere Schuhmodell mit Schnürschuhen und Gamaschen, da sie der Meinung waren, dass unter anderem nur maßgenommene Stiefel für den einzelnen Träger bequem und gesundheitlich unproblematisch seien. Da außerdem Passgenauigkeit in der Praxis nicht üblich sei, sahen die Kritiker im Schnürschuh die bessere Wahl. Andererseits mussten auch die Befürworter des Schnürschuhs zugestehen, dass dieser nicht ausreichend vor Nässe schützen konnte, was wiederum ein Vorteil des Schaftstiefels war. Auch der Schutz des Unterschenkels gegen mechanische Einwirkungen sowie das erschwerte Eindringen von Staub und Steinchen waren genauso Vorteile wie das einfache Anziehen in der Dunkelheit. Nachteile waren das mögliche Steckenbleiben in zähen Böden und Probleme, die ein durchnässter oder schlecht gepflegter Stiefel machte. Der Schnürschuh ließ hingegen Schmutz, Steinchen, Wasser, Schnee und Insekten eindringen. Zudem rissen die Schnürsenkel leicht. Viele Ärzte des 19. Jahrhunderts machten sich über dieses Thema Gedanken. Um die anfangs am Schaftstiefel kritisierte Passform zu gewährleisten, hielt das deutsche Heer um 1909 insgesamt 133 verschiedene Leisten zur Verfügung, die zusammen mit einer genauen Fußmessung an den künftigen Rekruten einherging.
Die Marschstiefel wurden mit Strümpfen oder Fußlappen getragen. Es bewährte sich auch, über die Fußlappen ein paar Strümpfe zu ziehen. Ab Herbst 1915 musste der Marschstiefel bei der Truppe geschwärzt werden. Die Ledersohle des Stiefelmodells war zu dieser Zeit mit 35 bis 42 verzinkten Nägeln beschlagen. In den Absatz war ein versenkter hufeisenförmiger Beschlag eingelassen, der den Stiefel schützte. Insbesondere in Krisen- oder Kriegszeiten, wenn sehr schnell neue Truppen ausgehoben werden mussten, konnte auf das genaue Anpassen des Schuhwerks keine große Rücksicht genommen werden. Damit waren viele Soldaten gezwungen, in ungenügenden oder schlecht sitzenden Stiefeln zu marschieren.

#### Marschstiefel, Modell 1922
Durch die Festlegung einer Uniformierung für die vorläufige Reichswehr vom 5. Mai 1919 und mit der am 22. Dezember 1920 befohlenen Einführungsverfügung zur Uniform des Reichsheeres fielen die Marschstiefel fort und wurden – bis zur Einführung eines neuen Schaftstiefels – durch Schnürschuhe mit Wickelgamaschen ersetzt. Erst mit der Verfügung vom 14. Juni 1922 wurde neben dem Schnürschuh mit Wickelgamaschen erneut ein zu schwärzender Marschstiefel – ähnlich dem der Kaiserzeit – wiedereingeführt. Der Schaft des neuen Stiefels bestand wie beim Vorgängermodell aus zwei Teilen, die an den Flanken mit je einer Naht zusammengefügt wurden. Im Jahr 1933 wich dieser Stiefel kurzfristig einem völlig neuen Modell.

#### Schnallenstiefel (Gamaschenstiefel), Modell 1933

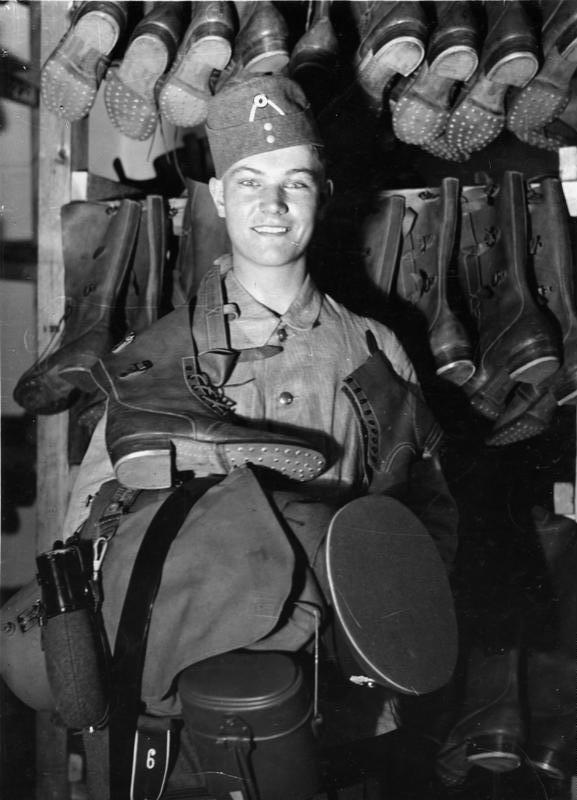
Blick in eine deutsche Kleiderkammer 1935. Neben den 1933 eingeführten Schnallenstiefeln ist der Schnürschuh Modell 1928 zu sehen.

Zu Beginn der 1930er Jahre wurde deutlich, dass eine nicht unerhebliche Zahl der Rekruten des Reichsheeres an verschiedenen Fußkrankheiten litt. So diagnostizierten die Militärärzte diverse krankhafte Fehlstellungen mitsamt ihren Folgezuständen. Nach Marschanstrengungen zeigten sich insbesondere bei Rekruten Fußgeschwülste, die 1932 zu 66 Prozent durch Überanstrengung und zu 20 Prozent durch Umknicken entstanden waren. Ein Problem stellten unter anderem auch eingewachsene Zehennägel dar. Neben den orthopädischen und hygienischen Problemen hatten viele Rekruten Schwierigkeiten damit, sich an das ungewohnte militärische Schuhzeug zu gewöhnen, was unter anderem zu Wundlaufen führte. Zurückgeführt wurden diese Anfangsprobleme auf die in Serienproduktion hergestellten Zivilschuhe, die im Gegensatz zum Maßschuhwerk nicht auf den individuell geformten Fuß des Trägers eingingen und so oft Form- und Richtungsfehler förderten.
Zur Vorstellung eines neuen Feld- und Dienstanzugs gehörte 1933 auch ein neues Stiefelmodell, das am 1. April 1933 eingeführt wurde. Die bei Truppenversuchen 1932 erprobten Stiefel aus starkem, khakifarbenem Gewebe mit Lederbesatz waren eine Kombination von Schaftstiefel und Schnürschuh. Bis auf Knöchelhöhe wurde der Stiefel, der in der Hinternaht vom Absatz bis zum oberen Schaftrand gemessen zwischen 35 und 39 Zentimeter hoch war, geschnürt, anschließend konnte das über die Waden reichende Oberleder mit Dornschnallen geschlossen werden. Die ledernen Schnürsenkel wurden im unteren Schuhbereich durch insgesamt zehn bis vierzehn Löcher gezogen, von der Knöchelhöhe hinauf durch 20 bis 24 Haken. Am oberen Schaftrand befand sich erneut eine einzelne Lochung. Die mit Metall beschlagenen Lochungen sowie die Haken waren mit schwarzem oder braunem Zelluloid bezogen. Die ganze sowie die halbe Sohle bestanden aus bestem Kernleder. Auf die Halbsohle wurden durchschnittlich – je nach Größe des Stiefels – 35 Nägel geschlagen. Das hufeisenförmige Absatzeisen war in den Absatz versenkt und bestand aus elektrolytisch verzinktem Stahl. Das neue Stiefelmodell sollte die Nachteile des Knobelbechers ausgleichen. Dort neigte der Schaft unter anderem nach jahrelangem Gebrauch dazu, zusammenzusacken und dann zu drücken. Bemängelt wurde auch, dass ein älterer Stiefel unansehnlich wurde und durch den nicht enganliegenden Schaft von oben Wasser in den Stiefel eindringen könne, so dass dieser nur noch schwer aus- und anziehbar sei. Der Schnürschuh mit den fast kniehohen Wickelgamaschen war nach ärztlicher Ansicht auch nicht ideal, da eine zu fest angezogene Gamasche die Blutzirkulation stören könne und das Wickeln auch nicht ökonomisch sei. Ein wesentlicher Nachteil des neuen Gamaschenstiefels war seine wesentlich aufwändigere und damit teurere Herstellung, als es beim Knobelbecher der Fall war. Zudem zeigte sich, dass die Schnallen am Stiefeloberteil den Träger im Unterholz, Dickicht oder Drahtverhau behindern konnten oder gar abrissen. Im täglichen Dienst scheuerten die Schnallendorne außerdem den Stoff der langen Uniformmäntel durch. Da sich der Gamaschenstiefel somit nicht bewährte, wurden 1935 wieder Marschstiefel eingeführt. Der Gamaschenstiefel blieb aber noch bei Ausbildungs- und Ergänzungseinheiten im Einsatz und wurde während des Krieges aufgetragen.

#### Marschstiefel Modell 1935
Der wieder eingeführte Knobelbecher unterschied sich von seinem Vorgänger, dem Modell 1922, durch eine leicht veränderte Herstellung. So wurde der Stiefelschaft nun nicht mehr aus zwei Lederteilen gefertigt, sondern nur noch aus einem, das an der Stiefelrückseite mit zwei Nähten und einem Deckriemen vernäht wurde.

#### Marschstiefel, Modell 1939
Mit einer Verfügung des Oberkommandos des Heeres (OKH) vom 9. November 1939 wurde bei der Wehrmacht eine gekürzte Version des Schaftstiefels M35 eingeführt. Die Stiefelhöhe wurde von 32 bis 41 Zentimeter auf 29 bis 35 Zentimeter herabgesetzt, um Leder zu sparen. Die Ursache für diese Maßnahme hatte mehrere Gründe. Zum einen lag dies an dem nach der Machtergreifung 1933 anhaltenden Anstieg der Beschäftigung und dem damit stark erhöhten Bedarf an Berufsschuhen sowie an der massiv gestiegenen Zahl von uniformierten Verbänden. Die aus diesem Grund entwickelte Tendenz zum Ledersparen hatte bereits 1937 trotz erhöhter allgemeiner Schuhproduktion zu einem Rückgang des Lederverbrauchs geführt. Zum anderen zeigte es sich schnell, dass im Zuge des am 1. September 1939 begonnenen Angriffs auf Polen der Lederverbrauch sprunghaft angestiegen war und künftig sparsamer mit diesem Naturmaterial umgegangen werden musste.
Im Ersten Weltkrieg war 1915 damit begonnen worden, die ursprünglich naturlederfarbenen Stiefel zu schwärzen. Auch die Reichswehr und später die Wehrmacht orderte ihre Schuhlieferungen ungeschwärzt. Es blieb die Aufgabe des späteren Trägers, sein Schuhwerk vor dem ersten Einsatz selbst zu schwärzen. Wie die Verordnung HV Bl. Teil B 190 Nr. 24, 4 im Heeres- und Marineverordnungsblatt 1940 klarstellte, konnten Wehrmachtsangehörige, die orthopädische Maßschuhe trugen und keine Bekleidungsentschädigung empfingen, bei anerkannter Notwendigkeit Schaftstiefel mit orthopädischen Zusatzarbeiten auf Wehrmachtkosten anfertigen lassen. Diese Verordnung galt für alle Wehrmachtsteile. Bei den aus robustem Rindbox gearbeiteten Mannschaftsstiefeln der Kavallerie erhöhte sich der Grundpreis damit um 42 Prozent, bei den meist aus Fahlleder gefertigten Marschstiefeln der Infanterie lag diese Erhöhung bei 38 Prozent. Ab 1943 durfte aus Gründen der Lederersparnis das orthopädische Maßschuhwerk von Wehrmachtangehörigen bei einer Instandsetzung nur noch mit Gummisohlen versehen werden. Ausnahmen galten für Selbsteinkleider (Offiziere) und Kriegsversehrte (HV Bl. 1941 Teil B S. 474 Nr. 736). Für das Oberleder der Knobelbecher wurde – wie beim militärischen Schuhwerk vieler Länder dieser Zeit – in der Regel Fahlleder verwendet.
Mit der Verfügung vom 29. September 1943 (LV 43, Nr. 1823) wurde die Ausgabe von Schaftstiefeln an die Luftwaffe vollständig eingestellt. An ihre Stelle traten die Schnürschuhe mit Gamaschen, wobei alte Stiefelbestände noch aufgetragen wurden.

### Schnürschuhe mit Gamaschen
Im Ersten und Zweiten Weltkrieg waren Schaftstiefel fester Ausrüstungsbestandteil der Heere Deutschlands und Russlands. In Russland gehören sie bis heute zur Ausrüstung des Soldaten. Neben den lohgegerbten Schaftstiefeln wurden bereits im Kaiserreich Schnürschuhe ausgegeben, zu denen Gamaschen gehörten.
Um 1860 wurden bei verschiedenen Armeen in den deutschen Ländern vielfach Schnürschuhe mit Gamaschen, aber auch schon Stiefel getragen. Die Infanterie-Gamaschen bestanden oft aus leichtem Kalb- oder derbem Schafleder, die bis über die Wade reichten und außen zugeschnallt werden konnten. Zu den Schuhen wurden vom Soldaten selbst beschaffte Wollstrümpfe oder – falls keine Strümpfe greifbar waren – Fußlappen getragen.
Auch nach Einführung der Marschstiefel, Modell 1866, am 1. März 1866 sollte der bisher neben den Halbschäftern getragene Schnürschuh mit Gamaschen als Zweitgarnitur weitergetragen werden. Diese Vorgabe wurde jedoch bereits am 16. März 1867 wieder geändert. Die mit den Marschstiefeln außer Dienst gestellten Halbschäfter traten nun an den Platz der Schnürschuhe.
Das älteste Muster des kaiserzeitlichen Schnürschuhs, der als zweite Fußbekleidung mit ins Feld geführt werden musste, bestand aus einer Kombination von naturfarbenem Leder und wasserdichtem Segeltuch mit Lederbesatz. Der Fuß saß in einer Lederkonstruktion, der Schaft selbst war aus Segeltuch gefertigt und besaß an der Rückseite eine sichtbare ledergesteifte Naht. Eine weitere Lederversteifung befand sich auf der Innenseite von der Schnüröffnung bis zur Vordernaht. Seit 1887 wurden alle Schuhe gewichst. Mit Einführung des Modells vom 1. Juni 1893 wurde der Schuh vollständig aus Leder gefertigt.

#### Schnürschuh, Modell 1906
Im Jahr 1906 löste ein neuer Schnürschuh das bis dahin genutzte Modell von 1893 ab. Seit Einführung des neuen Schuhs wurde von Seiten wichtiger Entscheidungsträger das alternative Tragen der Gamaschen-Schnürschuh-Kombination anstelle des Schaftstiefels gefordert und letztendlich per Armeeverordnung durchgesetzt. Zu diesem naturfarbenen Schnürschuh wurden mit Allerhöchster Kabinettsorder vom 16. Januar 1908 zu Testzwecken naturfarbene Gamaschen aus Fahlleder mit Riemen und Messingschnallen eingeführt. Das sehr robuste, gefettete Fahlleder entsteht durch pflanzliche Gerbung und hatte unter den gemäßigten mitteleuropäischen Bedingungen den Vorteil, bei Kälte den Fuß wärmer zu halten und bei Wärme isolierend zu wirken, um den Fuß nicht zu erhitzen. Der Nachteil lag in seinem erhöhten Pflegebedarf, da es bei unsachgemäßer Behandlung leichter hart wurde und damit die Marschfähigkeit des Soldaten beeinträchtigen konnte. Da Fahlleder auch hitzeempfindlich reagiert, darf es nicht „gewaltsam“ in der Nähe einer Wärmequelle getrocknet werden. Die 1908 zugelassenen Gamaschen, die fünf Zentimeter unter der Kniescheibe endeten, besaßen neben den seitlichen Schließen auch eine Lederzunge, die der Soldat vor dem Absatz unter dem Schuh hindurchführte und durch eine seitlich angebrachte Dornschnalle festzog.

#### Leichter und Schwerer Schnürschuh, Modell 1919
Am 5. Mai 1919 wurde die Uniformierung für die vorläufige Reichswehr festgelegt, von der die am 22. Dezember 1920 befohlene Einführungsverfügung zur Uniform des Reichsheeres die 1919 festgelegten „Schweren Schnürschuhe“ für Unberittene übernahm. In Verbindung mit der Stiefelhose war dieses Schuhzeug mit bis unter das Knie reichenden Wickelgamaschen zu tragen. Die Einführung eines Schaftstiefels sollte erst nach Abschluss von Versuchen erfolgen. Mit Verfügung vom 14. Juni 1922 wurde an Stelle des schweren Schnürschuhs ein Marschstiefel – ähnlich dem der Kaiserzeit – wiedereingeführt. 1919 war auch ein „Leichter Schnürschuh“ in die Kleiderkammern gekommen, der ab 1922 den Platz des schweren Schnürschuhs einnahm und nun nur noch als „Schnürschuh“ bezeichnet wurde. Dieser Schuh war wie der schwere Schnürschuh gearbeitet, besaß jedoch eine leichtere Langsohle. Der Schuh wurde ohne Benagelung ausgeliefert. Während dies bei der Ausgangsmontur so blieb, war ein Beschlag bei den Einsatzmodellen mit Ausnahme von den Kraftfahrern zulässig. Meist wurde diese Möglichkeit des Beschlagens auch wahrgenommen.

#### Schnürschuh, Modell 1928
In den Jahren 1925 und 1927 kam ein neues Schnürschuhmodell zur Truppenerprobung, dessen Muster sich 1927 „an die Form eines Touristenschuhs“ anlehnte. Mit der Verfügung vom 4. Mai 1928 wurde der neue, schwarz zu färbende Schuh bei allen Waffengattungen eingeführt, dessen Innenfutter aus Leinwand bestand. Der rund 13 bis 15 Zentimeter hohe Lederschuh besaß an der Rückseite eine Lederschlaufe als Anziehhilfe. Der Stiefel besaß oben vier Paare an Schnellschnürhaken und unten fünf Lochösen aus Messingblech mit schwarzem Zelluloidüberzug. Das weiter oben abgebildete historische Foto aus einer deutschen Kleiderkammer von 1935 zeigt diesen Schuh. Die Sohlenbenagelung und Absatzeisen waren mit denen des Schaftstiefels identisch. An der Schaftinnenseite befand sich die Stempelung. Das Oberleder dieser Schnürschuhe bestand aus Mastbox (Mastkalbleder).

#### Schnürschuh, Modell 1934
Mit der Verfügung vom 6. Februar 1934 (HV 34, Nr. 64) wurde der auch während des Krieges genutzte Schuh aus leichtem Fahlleder eingeführt. Der genagelte Schuh war von seiner Machart her konzeptionell mit dem Modell von 1928 identisch. Sein Schaft war je nach Größe 14 bis 16 Zentimeter hoch. An der Rückseite befand sich ein zwei Zentimeter breites Gurtband, das, zur Schlaufe gefasst, zum verbesserten Ein- und Aussteigen beitragen sollte. Mit der Verfügung vom 24. Januar 1940 (HM 40, Nr. 163) fiel die Schlaufe fort. Das Schuhblatt bestand aus Moleskin und die Schuhspitze war verstärkt. Der Schuh besaß im unteren Bereich insgesamt zehn Schnürlöcher und oben insgesamt acht Schnürhaken. Der oberste Haken saß einen Zentimeter unter dem Schaftrand. Das Schuhzeug musste, wie damals üblich, vom Soldaten vor dem ersten Einsatz selbst geschwärzt werden.
Die im Zweiten Weltkrieg von der Infanterie genutzten Schnürschuhe bestanden zunächst aus den Modellen 1928 und 1934, zunehmend kam jedoch auch Beutematerial unterschiedlicher Herkunft zum Einsatz.
Im Gegensatz zu den modernen Schaftstiefeln der Bundeswehr, beispielsweise dem Seestiefel 2000 der Bundesmarine, wurden – abgesehen von Mangelausfällen – bis 1945 ausschließlich erstklassige Rohleder verarbeitet, um nach dem Polieren eine glatte, glänzende Oberfläche zu erzielen. Durch das Einpressen sogenannter „Elknarben“ konnten und können bei den Kampfschuhen der Bundeswehr kleinere Schönheitsfehler wie Dornen- und Stacheldrahtrisse „unsichtbar“ gemacht werden. Der Schuh, beziehungsweise Stiefel, erhält bei diesem Herstellungsprozess durch ein künstlich eingeprägtes Muster eine genarbt wirkende Oberflächenstruktur.
Durch die im Laufe des Krieges anhaltende Mangelwirtschaft wurden insbesondere ab 1944 in immer stärkerem Maße Schnürschuhe ausgegeben, zu denen Gamaschen gehörten. Ursprünglich hatten nur noch die Gebirgsjäger der Wehrmacht kurze Wickelgamaschen zu ihren Bergschuhen getragen, nun hielten sie auch bei der Infanterie verstärkten Einzug. Daneben kamen kurze Stoffgamaschen aus wasserdichtem Segeltuch zum Einsatz, die mit zwei ledernen Zungen und zwei Dornschnallen befestigt werden konnten. Offizieren der Wehrmacht war es zudem gestattet, statt der Stiefel Schnürschuhe mit schwarzen Ledergamaschen zu tragen.

### Von der Leder- zur Gummisohle – 1942 bis 1944

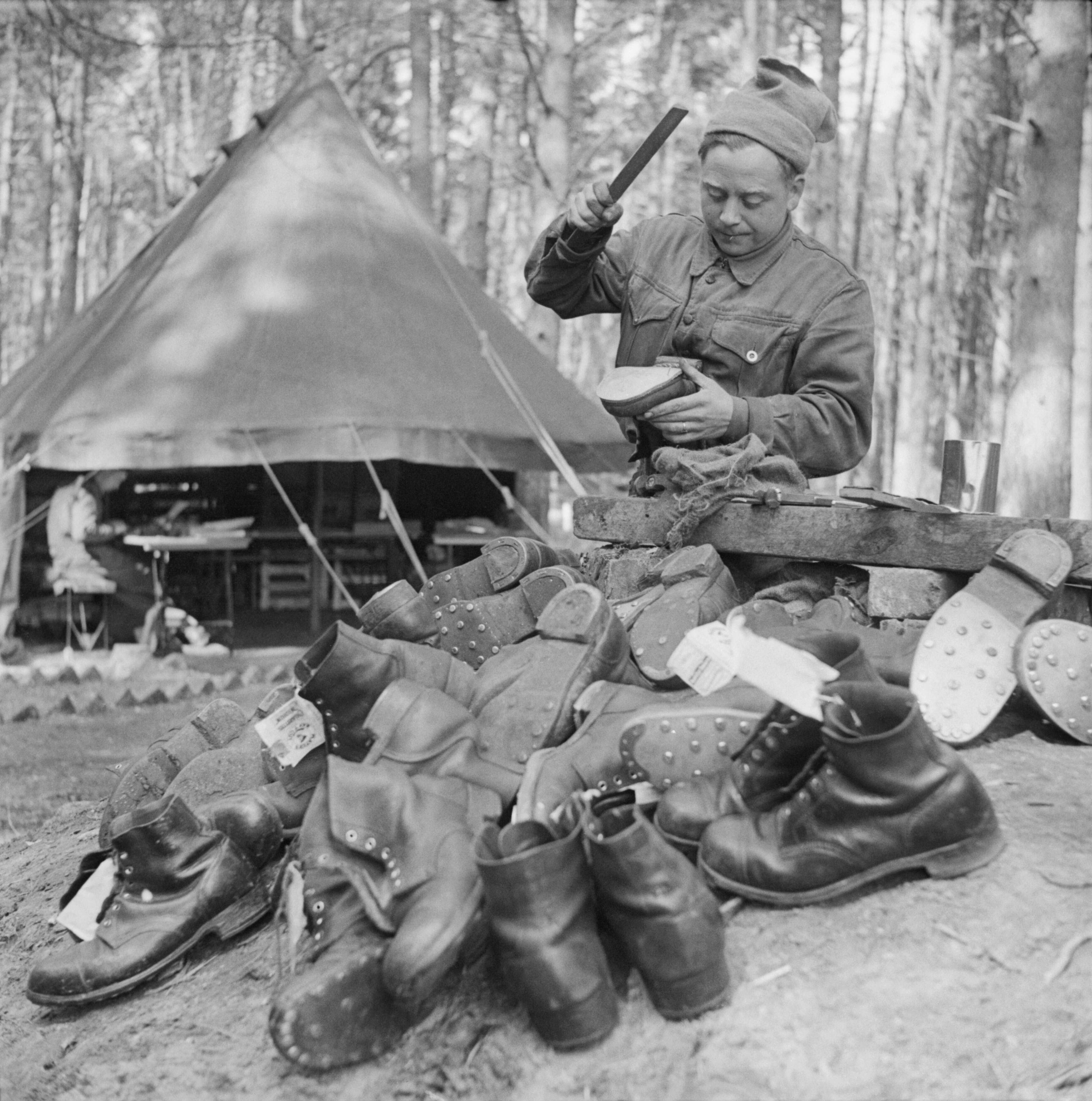
1944 beschlägt ein britischer Soldat die Kampfstiefel seiner Kameraden

In der ursprünglichen Form besaßen deutsche Schaftstiefel eine Laufsohle aus Leder, die mit Nägeln und einem Absatzeisen (‚Hufeisen‘) gegen Abnutzung geschützt war. Ledersohlen sind bei Wärme hautfreundlicher (vergleiche Hautpilz), weil durch Transpiration freigesetzte Feuchtigkeit besser abgeführt wird. Besonders im Gelände zeigte sich auch der Vorteil einer griffigen Nagelsohle. Das Metall führte aber zu Geräuschen beim Laufen auf Pflasterstraßen und Asphalt, was einen klaren Nachteil beim Orts- und Häuserkampf darstellte. Diesen Nachteil besaßen allerdings auch die Schuhe vieler deutscher Kriegsgegner. So führte die US-Armee nach schlechten Erfahrungen in Nordafrika 1942 für die Infanterie den „Type III service shoe“ ein, der auf Erfahrungen aus dem Ersten Weltkrieg fußte. Dieser Schnürschuh wurde mit Gummi- oder Nagelsohlen ausgegeben. Erst ab Januar 1944 ging ein überarbeitetes amerikanisches Stiefelmodell in Serie, das ausschließlich Gummisohlen besaß. Dagegen setzte die britische Armee über den Zweiten Weltkrieg hinaus auf genagelte Kampfstiefel. Nur für bestimmte Einheiten und Aufgaben wurden dort gummibesohlte Schuhe bereitgehalten. Die russischen Knobelbecher wurden bereits vor dem Zweiten Weltkrieg mit einer angenagelten Gummisohle ausgestattet und aufgrund eines unüberbrückbaren Mangels an Lederstiefeln ab November 1940 millionenfach aus Kunstleder hergestellt (sog. „Kirza-Stiefel“). Bei den Entscheidungsträgern in der Wehrmacht hatte sich offensichtlich die Überzeugung durchgesetzt, dass Gummisohlen die Marschfähigkeit des Soldaten herabsetzen würden, doch aus Gründen der Mangelwirtschaft musste damit begonnen werden, die Soldatenschuhe auf Gummisohlen umzustellen. Darauf weist eine Verfügung von 1942 hin (HV Bl. 1942 Teil L S. 27 Nr. 48). Dort heißt es: „Die angespannte Lederversorgungslage zwingt dazu, zum Besohlen von W-Schuhwerk [Wehrmacht-Schuhwerk] auch Gummisohlenmaterial zu verwenden. Um jedoch die Marschfähigkeit der Selbsteinkleider der Wehrmacht nicht zu gefährden, wird nur Straßenschuhwerk (schwarze Halbschuhe, leichte schwarze Schnürschuhe, Stiefeletten) mit Gummisohlenmaterial besohlt. Bei der Kriegsmarine ist auch weiterhin sämtliches Schuhwerk der Selbsteinkleider, die Borddienst leisten, mit Leder zu besohlen.“ Nachdem sich die Rohstofflage bis Herbst 1943 weiter verschlechtert hatte, musste der deutsche Generalstab trotz einer allgemeinen Gegnerschaft zur Gummisohle die bis dahin hochgehaltene preußische Tradition des genagelten Schaftstiefels aufgeben. Auch der Schaftstiefel als solcher sollte nun bei allen Truppengattungen dem Schnürschuh weichen. Eine Verfügung der Luftwaffe vom 29. September 1943 (LV 43, Nr. 1823) erwähnt in diesem Zusammenhang einen „Heeresmarschschnürschuh“. Am 9. November 1943 fiel die Entscheidung, bis zum Frühjahr 1944 die ersten Kampfschuhe mit Gummisohle auszugeben. Die Entwicklung des Schuhwerks mit Gummisohle durfte nur wenige Wochen dauern und sollte schnellstmöglich anlaufen. Zu den Rahmenbedingungen, die das Reichsamt für Wirtschaftsausbau festlegte, gehörte dabei auch die Nutzung des 1940 eingerichteten Schuhläufer-Kommandos im Konzentrationslager Sachsenhausen. Durch Änderungsvorschläge der Industrie zögerte sich die Einführung der Gummisohle jedoch über das Frühjahr 1944 hinaus. Im Januar 1944 übernahm die Gemeinschaft Schuhe, ein Zusammenschluss deutscher Schuhfabrikanten, alle Bewirtschaftungskompetenzen zum militärischen Schuhwerk der Wehrmacht. Nun sollte eine Vereinheitlichung der verschiedenen Schuhmodelle von Heer, Marine und Luftwaffe erzielt werden, um eine Rationalisierung der Produktion möglich zu machen. Daher sollte erstmals ein einheitlicher Schnürschuh für die drei Truppenteile sowie die SS erarbeitet werden. Die für die KZ-Häftlinge unmenschlichen Prüfungsbedingungen zögerten sich bis zum Herbst 1944 hinaus und fielen für die erprobten Stiefel ungünstig aus. Die Verantwortlichen stellten nun die gesamten Prüfungsformen und zumindest Teile des in das KZ gelieferten Schuhwerks und die Bedingungen, wie dieses Schuhwerk hergestellt worden war, in Frage. Auch im Generalstab kam Unmut auf, der sich am 5. September 1944 in einer Diskussion über den von der Gemeinschaft Schuhe entwickelten „Leisten 1944“ und die bisher gelieferten Schuhmuster und Prüfungsmethoden entlud. Unter anderem seien unter den Schuhläufern Häftlinge gewesen, die „schlechte und anormale ostische Füße“ besessen hätten. Letztendlich wurde der mit der Verfügung vom 26. April 1944 (HV 44B, Nr. 253) angekündigte, „noch in der Entwicklung“ stehende Schuh unter der „voraussichtlichen“ Bezeichnung „Einheits- (Schi) Schnürschuh“ durch die Ereignisse bis zur Kapitulation nicht mehr eingeführt. Es war ursprünglich vorgesehen gewesen, diesen Schuh zur neuentwickelten Rundbundhose 43 zu tragen.

### Winterstiefel im Zweiten Weltkrieg

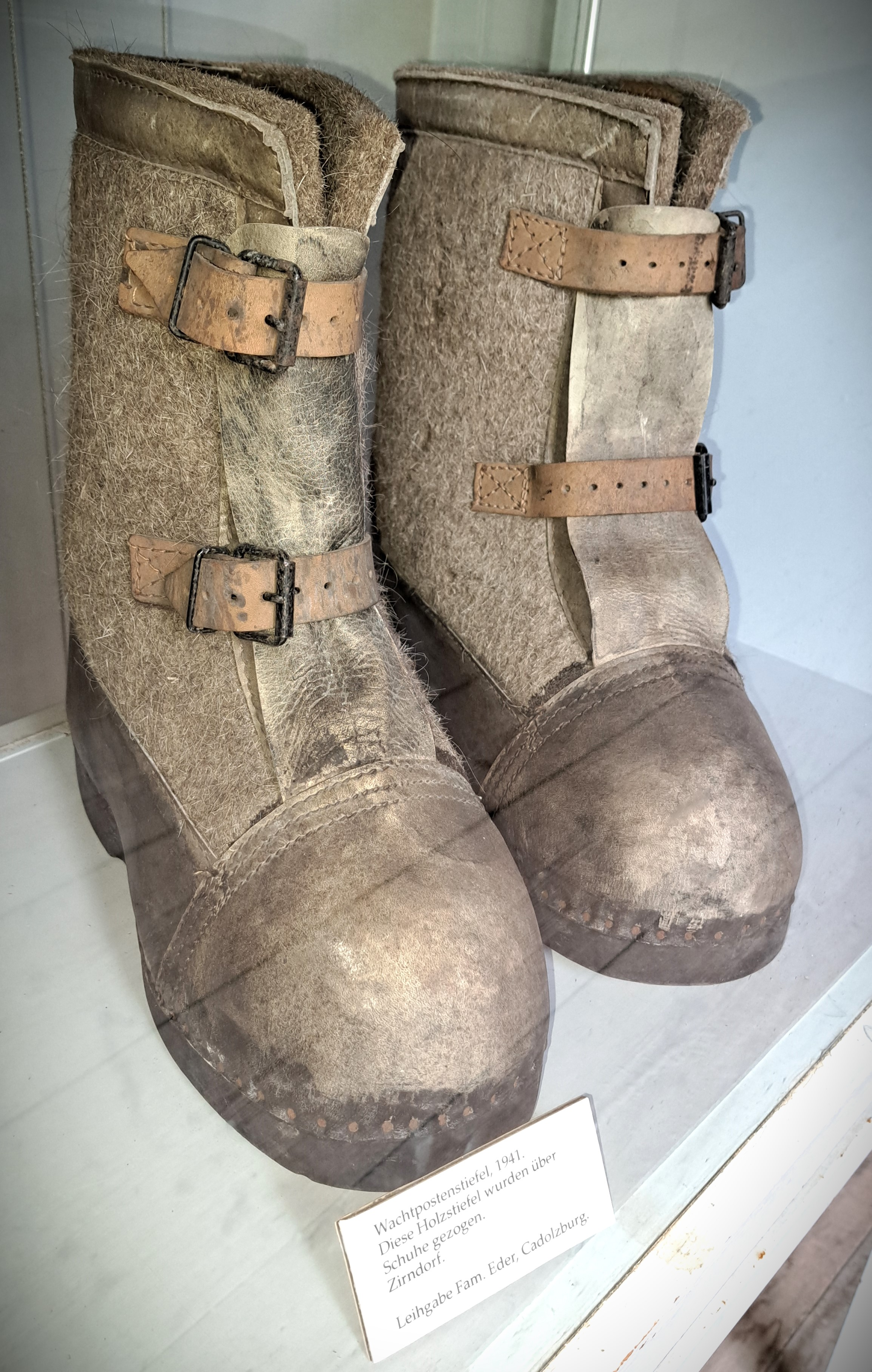
Wachtpostenstiefel aus dem Jahre 1941. Dieser Stiefel wurde über den Schuhen getragen.

Für einen Einsatz im winterlichen Osteuropa waren die für den westeuropäischen Kriegsschauplatz ausgelegten genagelten Schuhe und Schaftstiefel im Allgemeinen nicht geeignet. Dies hatten bereits Erfahrungen deutscher Soldaten im Ersten Weltkrieg gezeigt. Bei der für diese Klimaregion typischen starken Kälte zeigte sich bei den deutschen Soldaten im Zweiten Weltkrieg, dass die Stahlnägel die Wärme im Stiefelinneren schnell nach außen leiteten, was das Auskühlen der Füße beschleunigte und so Erfrierungen zur Folge hatte. Wenn möglich wurden daher Einlegesohlen aus Filz beschafft. Außerdem begannen die Verantwortlichen damit, Lehren aus dem ersten russischen Kriegswinter zu ziehen und Schuhe nach Vorlage der traditionellen russischen Filzstiefel zu konzipieren. Ab 1942 wurde ein entsprechendes Modell für die Wehrmacht hergestellt. Diese Stiefel besaßen denselben Unterbau wie die Knobelbecher, hatten aber Filzeinlagen und bestanden unter oder erst über dem Knöchel aus grauem Wollfilz. Bei diesen Stiefeln wurde die gestiftete Ledersohle nicht benagelt und besaß teilweise Gummisohlen. Sie konnten aber wie die späteren Bundeswehr-Schaftstiefel Stoß- und Absatzeisen besitzen. Es gab eine Vielzahl von verschiedenen Ausführungen. Darüber hinaus kannte die Wehrmacht lederverstärkte knöchelhohe Überschuhe, bei denen Teile des Oberleders durch Filz ersetzt wurden und die durch zwei lederne Zungen mit Schnallen geschlossen werden konnten. Die Sohlen dieser Überschuhe bestanden aus Holz. Schneestiefel waren ebenso bekannt wie strohgeflochtene Überschuhe, die insbesondere von Wachposten genutzt werden konnten. Die Schwierigkeiten bestanden zum damaligen Zeitpunkt darin, die geforderten Mengen herzustellen und an die Truppe auszuliefern. Da Wintermaterial somit vielfach Mangelware blieb, waren deutsche Soldaten oft darauf angewiesen, sowjetisches Material zu erbeuten.

### Strümpfe, Socken und Fußlappen
Im Gegensatz zur Kaiserlichen Armee wurden die deutschen Soldaten in den Kleiderkammern der Kasernen des Dritten Reichs standardmäßig mit grauen Wollstrümpfen in vier Größen ausgestattet. Zudem wurden auch Fußlappen dienstlich geliefert. Die Strickstrümpfe wurden aus sogenannter Schweißwolle hergestellt. Diese ungewaschene Schafwolle stammte von frisch geschorenen Tieren, in der noch das Wollfett enthalten war. Zur Strumpföffnung hin waren ein bis vier weiße, selten grüne umlaufende Größenringe eingestrickt. Mit der Verfügung vom 11. Februar 1938 (HV 38C. Nr. 109) wurden die Strümpfe in „Socken“ umbenannt, was deutlicher machte, dass es sich bei den militärischen Socken um die kürzere Variante eines Strumpfes handelte. Je nach Strickverfahren wurden die Größen laut Verfügung vom 25. November 1939 (HM 39, Nr. 870) auch mit ein bis vier Kreuzstichen aus weißen Fäden dargestellt. Die Verfügung vom 7. Juni 1944 (HV 44B, Nr. 247) brachte sogenannte „Finnensocken“ zum Einsatz, die fersenlos gestrickt wurden. Die sowjetische und spätere russische Armee kannte noch zu Beginn des 21. Jahrhunderts keine Socken, dort wurden Fußlappen angelegt. Ein Fußlappen war ein Stück Tuch, das sehr sorgfältig um den Fuß geschlagen wurde, um Druckstellen und damit Wundlaufen beim Marschieren zu vermeiden. In den deutschen Kleiderkammern wurden vor und während des Krieges ebenfalls Fußlappen ausgegeben. Diese waren 40 × 40 Zentimeter groß und bestanden aus ungesäumtem weißem, doppelseitig gerautem baumwollnen Flanelltuch. Es kamen jedoch auch ähnliche Stoffe zum Einsatz. Der deutsche Soldat trug die Fußlappen, wenn keine Socken verfügbar waren. Es wurde von ärztlicher Seite auch empfohlen, in den Stiefeln Fußlappen und darüber Socken zu tragen, wie es bereits in der kaiserlichen Armee üblich war. Vielfach wurden Fußlappen als vorteilhafter beim Tragen von Schaftstiefeln angesehen. Wie schon im Kaiserreich sollten im Winter mehrere Lagen Zeitungspapier zwischen Socken und Stiefel gewickelt werden.

## Fallschirmjäger (1936 bis 1945)
Die Fallschirmjäger der Wehrmacht, später aber auch Jagdkommandos und verschiedene Jägereinheiten, wurden im Gegensatz zur Infanterie mit geschnürten Springerstiefeln ausgestattet. Diese hatten durch die Schnürung einen festeren Sitz. Während des Krieges wurde der schwarz gefärbte Springerstiefel einmal überarbeitet. Das erste Modell besaß ein genarbtes Oberleder sowie eine seitlich außen sitzende Zwölflochschnürung mit Lederschnürsenkeln. Auf der ebenfalls aus Leder aufgebauten Sohle waren eine Absatz- und eine Halbsohle aus profiliertem Gummi angebracht. Beim zweiten Modell, das ebenfalls aus geschwärztem, genarbtem Leder bestand, war die Zwölflochschnürung bereits wie bei modernen Springerstiefeln auf den Fußrist verschoben worden, auf die zunächst geplante Gummisohle wurde letztendlich verzichtet. Die aufgebrachte Laufsohle aus robustem Leder verstärkten plan geschliffene Stahlstifte. Viele moderne Kampfstiefel, auch die der Bundeswehr, gehen auf dieses frühe Modell des Fallschirmjägerstiefels zurück. Neben vielen anderen Änderungen besitzen moderne Fallschirmjägerstiefel eine profilierte, abriebfeste Gummisohle.

## Marine (1870/71 bis 1945)
Bei der Kaiserlichen Marine, der Reichsmarine und der Kriegsmarine gehörte unter anderem auch der Schaftstiefel mit Ledersohle zur Ausrüstung. Im „Handbuch der Gesundheitspflege an Bord von Kriegsschiffen“ von 1914 wird auf den alten Streitpunkt zwischen Schnürschuh und Schaftstiefel hingewiesen. Es wird jedoch auch deutlich gemacht, dass ein gut angepasster Stiefel, der mit Sorgfalt behandelt wird, zusammen mit einer guten Fußbekleidung beste Voraussetzungen für eine gute Anpassungsfähigkeit an den Fuß bietet. Wie bei der Armee wurde auch der Marine-Schaftstiefel mit Fußlappen aus rauem Barchent getragen, der gut polsterte, gut waschbar war und als Baumwollstoff schnell trocknete.

## Bundesrepublik Deutschland
Da es in Deutschland nie eine zentrale Manufaktur für militärische Ausrüstungsgegenstände gab, wurden und werden auch die Schuhe von verschiedenen Herstellern nach genormten Vorgaben produziert. Trotz dieser einheitlichen Vorgaben kam es immer wieder zu leichten Produktionsunterschieden. Traditionell vergibt die Bundeswehr ihre Aufträge an Schuhwerk an deutsche Hersteller. Wie bei anderen Ausrüstungsgegenständen auch, konnten und können auch ausländische Produktionsstätten, darunter Nicht-NATO-Partner, Aufträge erhalten.
Aus rein politischen Erwägungen lehnten die für die künftige Bundeswehr zuständigen Entscheidungsträger im Amt Blank fast jede Übernahme von bewährten deutschen Strukturen und Ausrüstungsgegenständen ab. Außerdem sollten die neuen Streitkräfte von Grund auf marktorientiert arbeiten. Daher blieben Worte wie „Beschaffung“ in den Gründungsdiskussionen einige Zeit verpönt. Um der freien Marktwirtschaft in einer liberalisierten Welt gerecht zu werden, gab es Überlegungen, dass der Soldat seinen Bedarf selber kaufen sollte und schadhaftes Material ausschließlich von der Industrie und vom Handwerk zu reparieren sei. Einig war man sich, eine militärische Verwaltungsbehörde wie die Intendantur, die vom Kaiserreich bis zur Wehrmacht für die Truppenversorgung zuständig war, nicht mehr aufzubauen. In diesem Sinne sollte auch jeder Rüstungsauftrag öffentlich ausgeschrieben und zu den Bedingungen des Marktes abgewickelt werden. Die Ausschreibungen waren von Anfang an sehr zeitaufwendig und steuerungsintensiv. Aus diesem Grund gab es von Seiten der Bundeswehr immer wieder Vorstöße, sich davon zu lösen. Ganz im Sinne der Bundeswehr-Gründer verfolgten die politischen Entscheidungsträger nach der Wende eine immer stärkere Privatisierung der Armee. Unter der Regierung Gerhard Schröder wurde 2002 die LH Bundeswehr Bekleidungsgesellschaft gegründet. Mit diesem Konsortium, dessen Gesellschafteranteile hauptsächlich bei der Lion Apparel Deutschland GmbH und der Hellmann Worldwide Logistics GmbH & Co. KG lagen, wollte das Bundesverteidigungsministerium der von der Europäischen Union geforderten vollständigen Liberalisierung der Staaten genüge tun und trotzdem die ungeliebte Ausschreibungspflicht umgehen. Es gelang der Bekleidungsgesellschaft zunächst, mit dem Absatz von Uniformen und Ausrüstungsgegenständen viel Geld zu erwirtschaften, doch in einem zentralen Punkt ihrer Gründung, Aufträge jetzt selbst zu vergeben, unterlag sie 2003 vor dem Oberlandesgericht Düsseldorf. Dem Urteil vorausgegangen war eine ohne öffentliche Vergabe abgegebene Bestellung von rund 80.000 Kampfschuhen bei einem Schuhfabrikanten durch die Bekleidungsgesellschaft, die sich als Privatunternehmen sah. Ein Ziel der von der Regierung Schröder vorangetriebenen Privatisierung war auch, militäreigene Bezeichnungen zu trivialisieren. So wurden aus den Kleiderkammern jetzt sprachlich verallgemeinerte „Servicestationen“. Nachdem sich die Gesellschaft bei Drittgeschäften außerhalb des Bundeswehrgeschäfts verspekuliert hatten, rettete der Staat das vor der Insolvenz stehende Konsortium, indem er für über 90 Millionen Euro die Bekleidungsgesellschaft übernahm. Heute wird die Bekleidung und Ausrüstung der Bundeswehr durch die Bw Bekleidungsmanagement GmbH über „Servicestationen“ und die neudeutsch „Mobile Servicepoints“ genannten mobilen Kleiderkammern verteilt.
Wie die meisten bisher genutzten deutschen Uniformteile war auch der Knobelbecher im Vorfeld der Bundeswehr-Gründung heftigster Kritik ausgesetzt und wurde im Amt Blank vielfach abgelehnt. Im Gegensatz dazu war der Bundesgrenzschutz bereits bei seiner Gründung im März 1951 mit Schaftstiefeln ausgerüstet worden. Für die neu zu gründenden deutschen Streitkräfte kam jedoch die Tatsache ins Spiel, dass zunächst geplant war, im Rahmen der seit 1952 geplanten Europäischen Verteidigungsgemeinschaft EVG unter anderem eine einheitliche Schuhform einzuführen. Die Franzosen, Italiener, Belgier und Niederländer befürworteten dabei einen Schnürschuh mit aufgesetzter Gamasche. Da diese Partner Deutschlands in ihren afrikanischen und asiatischen Kolonien und Kolonialkriegen gute Erfahrungen mit dieser Art der Fußbekleidung gemacht hatten und auch die US-Amerikaner in Korea mit ihren Gamaschenschnürschuhen zufrieden waren, setzten sich diese gegenüber dem politisch umstrittenen Schaftstiefel durch. So kam es zunächst zur Einführung eines geschnürten „Gefechtsstiefels“ bei der Bundeswehr, auch wenn das französische Parlament 1954 die gemeinsamen Pläne für die EVG gekippt hatte.

### Schnürschuh, Modell 1955
Mit Vereidigung der ersten Rekruten am 12. November 1955 wurde ein Schnürschuh mit angearbeiteter kurzer Ledergamasche und profilierter Gummisohle aus Synthesekautschuk zum ersten Standardschuh für die neugegründeten deutschen Streitkräfte, die erst am 1. April 1956 den Namen „Bundeswehr“ erhielten. Der neue Schuh konnte sich jedoch nicht durchsetzen, da er weder zu längeren noch kürzeren Märschen taugte. Bereits kurz nach Beginn von Ausmärschen musste ein Großteil der Soldaten wegen Fußbeschwerden aufgeben. Der Schuh zeigte auch herstellungstechnische Schwierigkeiten, da neben einer allgemein schlechten Lederqualität die Absätze nicht hielten und der Schnürungsapparat Feuchtigkeit eindringen ließ. Im Winter 1955/1956 kam es an nur einem Ausbildungstag zu 18 Erfrierungen. Die Soldaten fragten sich, warum die Bundeswehr auf alle ausrüstungstechnischen Errungenschaften des deutschen Militärs in der Vergangenheit verzichten sollte, während der Bundesgrenzschutz deren Kontinuität ohne Einschränkungen fortsetzen konnte. Die Verantwortlichen der Bundeswehr mussten letztlich feststellen, dass „diese Schuhform für den deutschen Soldaten nicht geeignet war“.

### Kampfstiefel, Modell 1957

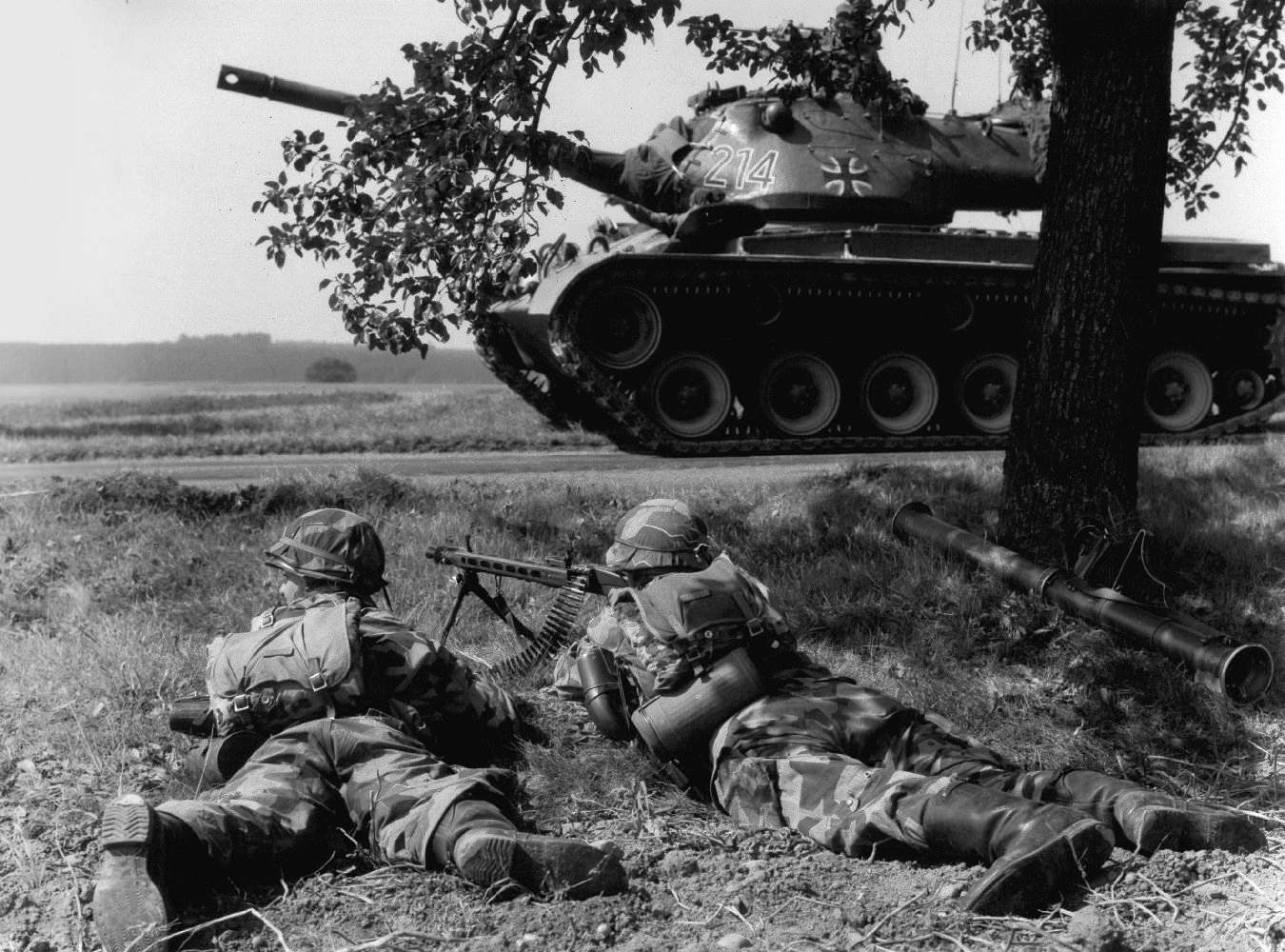
Bundeswehrsoldaten mit Knobelbechern, Modell 1957, im Jahr 1960. An den Stiefeln sind vorne und unter der Ferse Stoßeisen angebracht.

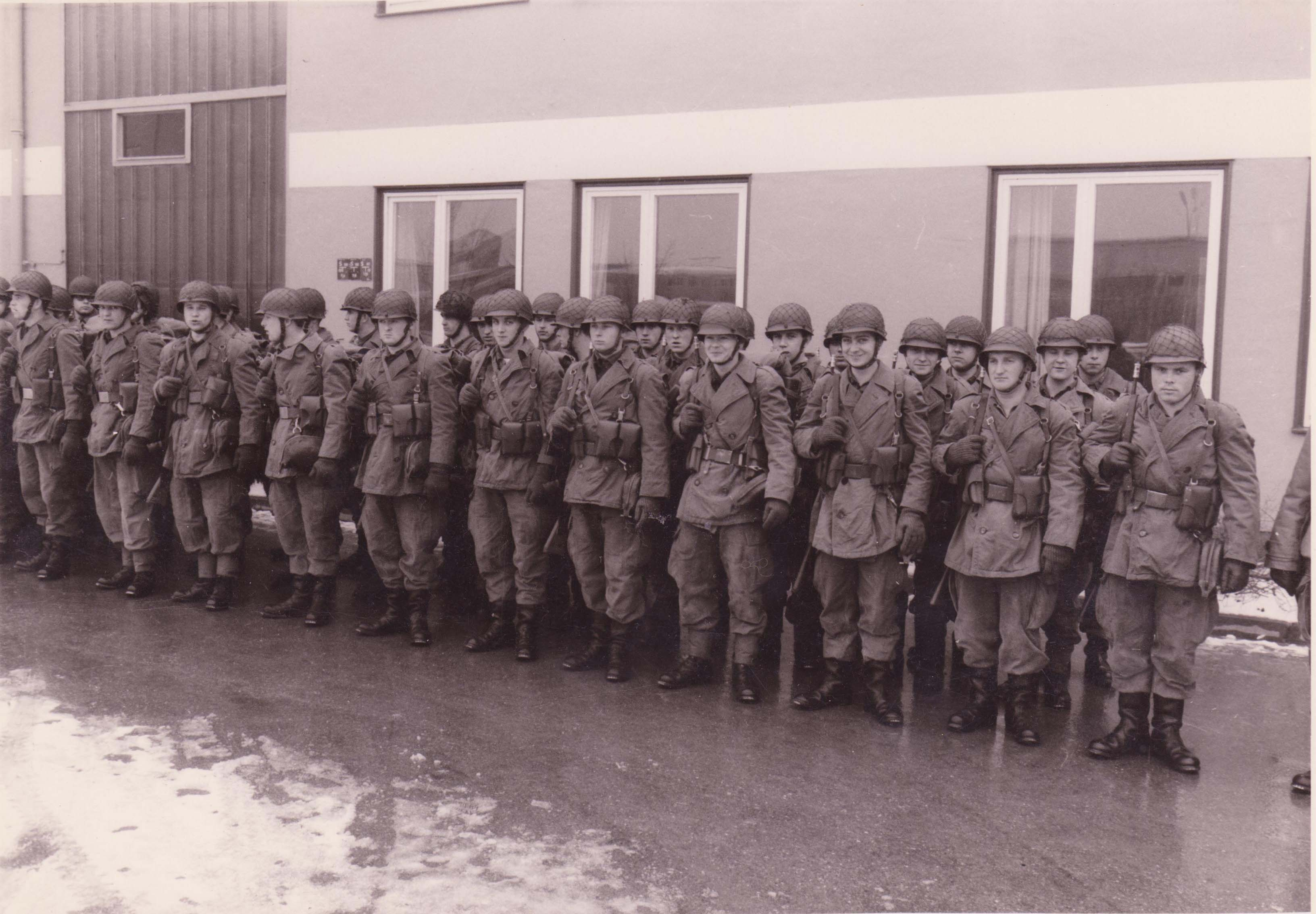
Panzergrenadiere sind 1968 mit zeittypischem Schuhwerk angetreten. Einige Soldaten tragen Schnürschuhe mit Stoffgamaschen, die meisten Knobelbecher. Alle Schuhe sind mit Stoßeisen an den Spitzen ausgestattet.

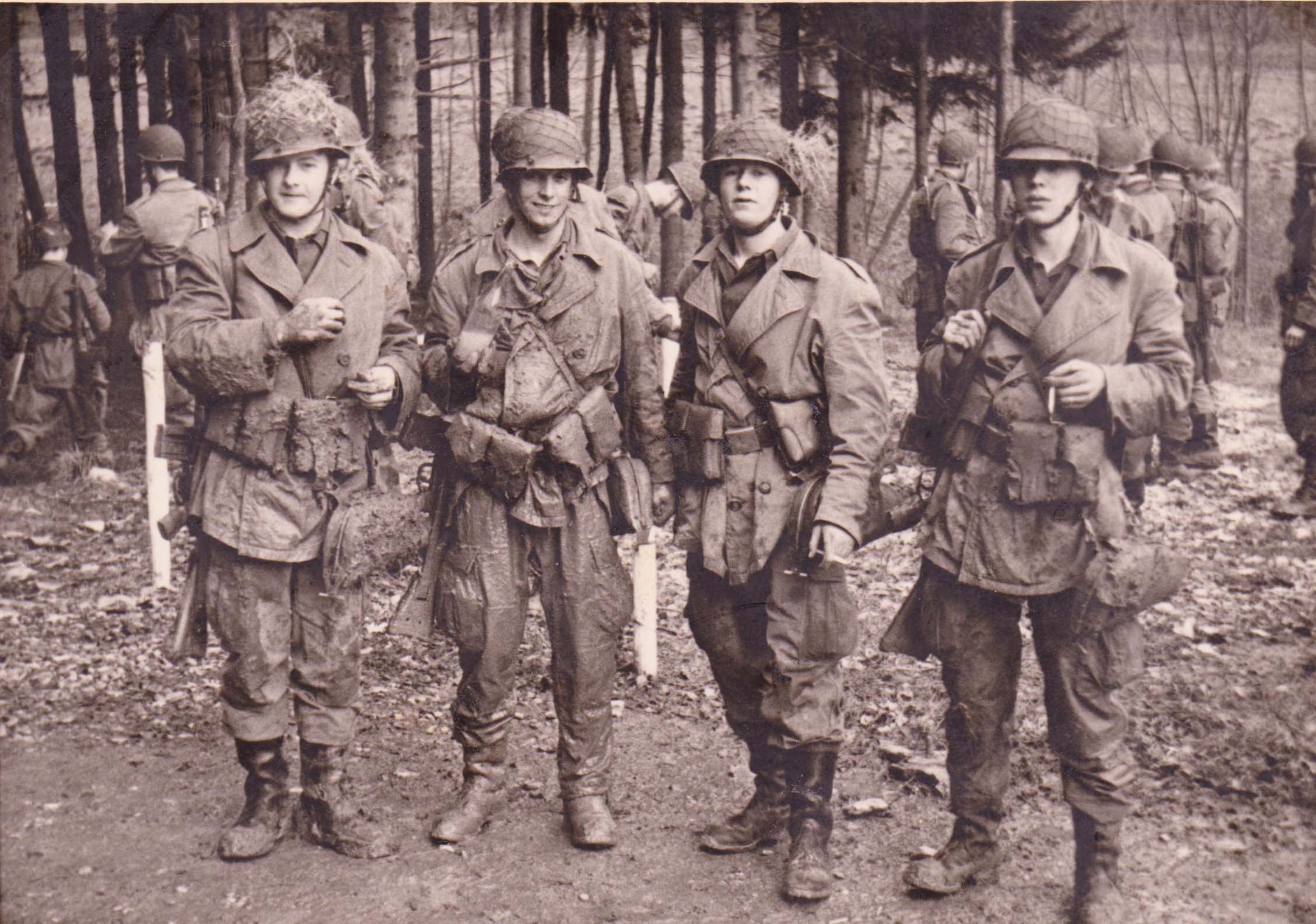
Panzergrenadiere von 1968 tragen Knobelbecher, ein Soldat ist mit Springerstiefeln ausgerüstet.

Aufgrund der sehr schlechten Erfahrungen mit dem von den NATO-Partnern übernommenen Schürschuh wurde 1957 unter dem Verteidigungsminister Franz Josef Strauß der gekürzte „altbewährte“ Knobelbecher bei der Bundeswehr wiedereingeführt. Bei der Truppe hatte man auch auf viele andere unbeliebte Einzelheiten der Bundeswehr-Erstausstattung aufmerksam gemacht. Diese kamen nun auf den Prüfstand und wurden nach ihrer Überarbeitung zusammen mit den Schaftstiefeln Anfang Januar 1957 dem Bundespräsidenten in der Villa Hammerschmidt vorgestellt. Gleichzeitig mit dem gekürzten Schaftstiefel führte die Bundeswehr auch den insbesondere während der zweiten Kriegshälfte immer häufiger getragenen knöchelhohen Schnürschuh mit Gamaschen wieder ein. Zu diesen Schnürschuhen gehörten bis 1945 kurze Stoff- oder Wickelgamaschen. Die Bundeswehr hielt nach ihrer Gründung für diesen Schuhtyp weiterhin kurze Segeltuchgamaschen bereit, die mit zwei geschwärzten Lederzungen und Dornschnallen um Schuh und Bein befestigt werden konnten. Weiterhin waren ebensolche Gamaschen aus schwarzem Leder in der Verwendung, die bei der Truppe jedoch unbeliebt waren. In der Praxis wurden die Segeltuchgamaschen von den Abgängern weitergegeben. Wickelgamaschen gab es nicht mehr.
Aus den Erfahrungen mit den negativen Eigenschaften der rein pflanzlich gegerbten Standardknobelbecher der Wehrmacht, deren Fahlleder zwar unter den gemäßigten mitteleuropäischen Bedingungen bei Kälte und Hitze gleichermaßen positiv auf den Fuß reagierte, jedoch einen höheren Pflegebedarf benötigte, wurde der Schaftstiefel der Bundeswehr mit einem kombiniert gegerbten Oberleder ausgestattet. Dabei wurde die pflanzliche Gerbung mit einer Chromgerbung vereinigt. Der Schuh erhielt so die ebenfalls durch das Fahlgerben bekannten Eigenschaften wie Fülle, Griff und Färbbarkeit sowie die Vorteile des Chromgerbens, was Reißfestigkeit, Zähigkeit und Wärmeunempflindlichkeit anging. Entgegen den Auffassungen des Bundesverteidigungsministeriums setzte die Lederindustrie den Einsatz von Elknarben durch. Diese Narben werden dem gegerbten Leder aufgepresst und machen kleinere Schönheitsfehler unkenntlich. Damit war es der Industrie möglich, auch Leder zweiter Wahl zu verarbeiten. Durch das Aufpressen der Narben wurde das an sich bereits schwere Oberleder noch etwas härter. Sehr viele Gefechtsstiefel vom Modell 1957 wurden allerdings weiterhin mit glatter Oberfläche ausgeliefert.
Der Bundeswehr-Knobelbecher unterscheidet sich hauptsächlich in drei Punkten vom 1939 eingeführten gekürzten Modell. So wurde nun eine seitlich angebrachten Dornschnalle zum Verengen des Schaftes angebracht. Da die Soldaten vermuteten, dass die weitgehend funktionslose „Zieh-/Zugschnalle“ lediglich angebracht worden war, um den neuen Stiefel vom bisher getragenen Wehrmachtsmodell unterscheiden zu können, wurde sie als „Demokratenschnalle“ bezeichnet. Auch in den politischen Diskussionen des Bundestags sprach man 1957 „unter Heiterkeit im Hause“ vom „demokratischen Kampfstiefel mit Schnalle, Lasche und drei Öffnungen als Mischung zwischen dem Kampfstiefel der früheren Wehrmacht und dem des Bundesgrenzschutzes“.
Die Dornschnalle des Kampfstiefels bestand beim Modell 1957 aus schwarz lackiertem Aluminium, beim Modell 2000 der Marine war sie einer ebenfalls schwarz lackierten Messingausführung gewichen. Ein weiterer wesentlicher Unterschied zu den Vorkriegs-Schaftstiefeln betraf die Sohle. Zwar blieb es bei der hochwertigen Brandsohle, den Holzstiften und der traditionellen zwiegenähten Ausführung, doch wurde nun auf Schuhnägel verzichtet, und es wurden stattdessen sehr flache, langlebige Hartgummisohlen mit Rillenprofil verarbeitet. Während die Absatzsohle mit acht Nägeln fixiert war, wurde die Halbsohle mit sieben Schrauben am Schuhboden befestigt und an den Rändern – von unten sichtbar – angenäht. An den Schuhspitzen gab es eine in den Gummi eingelassene Aussparung für Stoßeisen, die mit drei der genannten sieben Schrauben befestigt wurden. In den Anfangsjahren war der Absatz teilweise wie bei den Vorkriegsmodellen noch vollständig aus Leder aufgebaut. Die Schaftstiefel wurden mit Stoßeisen an den Spitzen und Absatzeisen in unterschiedlichen Ausführungen ausgestattet. Die Absatzeisen entfielen in den 1960er Jahren.
Bis zur Einführung des Modells 2017 verwendete nur noch die Deutsche Marine einen rund 35 Zentimeter hohen, gekürzten Knobelbecher (Seestiefel) mit der seitlich angebrachten Schnalle. Außerdem wurden das Wachbataillon beim Bundesministerium der Verteidigung und die Musikkorps mit einer Variante des 1939 eingeführten gekürzten Modells ausgestattet. Diese Stiefel entsprachen formal dem Vorbild, doch statt der Nägel waren auch sie mit einer flachen Gummisohle ausgestattet. Geblieben war der traditionell aufgebaute Lederabsatz mit dem hufeisenförmigen Stoßeisen.

### Kampfschuh, Modell 1971
Als Nachfolger des Knobelbechers führte die Bundeswehr unter dem Verteidigungsminister Helmut Schmidt einen selbstentwickelten und 1971 bereits in Probeeinsätzen getesteten braunen Schnürschuh mit verlängertem Schaft ein, der die identische dünne Profilgummisohle des Knobelbechers besaß. Vorbild dieses Schuhs war das bei anderen NATO-Partnern bereits genutzte Schuhwerk sowie der Springerstiefel. Die Umstellung vom Schaftstiefel zum Kampfschuh geschah nicht schlagartig, vielmehr wurde das neue Schuhwerk ab 1972 nur dort ausgegeben, wo Knobelbecher in denselben Größen nicht mehr verfügbar waren. Daher existierte noch viele Jahre lang ein Nebeneinander beider Schuhmodelle.
Die Konstrukteure hatten 1971 folgende Vorgaben bei der Entwicklung des Schuhs zu berücksichtigen:
- Gute Paßform und Formbeständigkeit,
- weitgehend abrieb- und reißfest,
- geschmeidig, auch nach längerer Tragezeit,
- bei Bewegungen geräuschlos,
- unempfindlich gegen aggressive Substanzen,
- sicherer Halt auf metallischem, feuchtem, nassem, steinigem, gefrorenem und bewachsenem Untergrund,
- ausreichender Schutz gegen Kälte,
- weitgehend wasserdicht,
- ausreichend atmungsaktiv, d. h. wasserdampfdurchlässig,
- Schutz gegen Sicht, auch im Infrarotbereich,
- möglichst gutes Tastgefühl mit den Füßen zum Bedienen von Pedalen und Hebeln an Kfz und anderen Geräten,
- ausreichender Schutz gegen Stoß und Schlag,
- Ganzjahresschuh (!)
- usw.[42]

Der neue grob gegerbte Schuh aus Rindleder war wie der Knobelbecher ebenfalls in traditioneller Handwerkstechnik zwiegenäht, die Naht gewachst und an der Ferse und Kappe verstärkt. Die Gummisohlen bestanden aus einer Absatz- und einer Halbsohle. Die Absatzsohle wurde am aus Leder aufgebauten Absatz mit acht Nägeln fixiert, die Halbsohle an den Schuhboden geschraubt und an den Rändern angenäht. An den Schuhspitzen gab es an den von den Knobelbechern übernommenen Sohlen eine in den Gummi eingelassene Aussparung für Stoßeisen. Ebenfalls von den Knobelbechern bekannt war die durch den Sohlengummi gestochene Naht, die auf der Schuhunterseite sichtbar war und sich dadurch bei starker Belastung durchwetzen konnte, wobei sich dann die Sohle vom Schuhboden löste und nur noch durch die an den Schuhspitzen und im Bereich des Mittelfußes angebrachten Schrauben gehalten wurde.
Schon Anfang 1973 wurde unter dem Versorgungsartikelnamen „Stiefel, Feld“ und der Versorgungsnummer 8430-12-152-70 eine überarbeitete Version der in der Regel mit acht Reihen an Schnürösen aus Metall ausgestatteten braunen Schuhe ausgegeben. Nun besaß der rahmengenähte Schuh eine ausgeprägte, durchgehende Profilgummisohle, die umgangssprachlich bei Soldaten als „Oberfeldwebelsohle“ bekannt wurde, da das Profil im Absatz einen Doppelwinkel aufwies, der wie der Doppelwinkel auf den Schulterklappen eines Oberfeldwebels aussah. Die rutschfeste sowie öl- und benzinresistente Sohle war nun am Schuhkörper verklebt, in traditioneller Handwerkstechnik zwiegenäht und die Naht anschließend gewachst. Bei frühen Modellen dieser Serie wurde die Gummisohle teilweise noch wie bei der zuerst verbauten Knobelbechersohle durchgenäht, sodass diese Naht wieder an der Schuhunterseite sichtbar war. Die Kampfschuhe verfügten an der Ferse über eine mit Leder abgenähte Verstärkung und an der rückseitigen Schuhöffnung eine Lederschlaufe zum leichteren Ein- und Aussteigen. Es war verboten, diese Schuhe mit etwas anderem als der dienstlich gelieferten braunen Schuhcreme zu behandeln. Ein wesentlicher Punkt für diese Vorschrift war die Forderung nach Infrarotschutz. Ab 1978 wurden die bereits ausgelieferten Kampfschuhe mit schwarzer Schuhcreme umgefärbt. Unter anderem verzichteten die Verantwortlichen in der Bundeswehr nun auf den Infrarotschutz. Auch bei den Modellen mit durchgehender Profilsohle wurde der Absatz neben der Verklebung zusätzlich mit acht Nägeln befestigt.

### Kampfschuh, Modell 1977

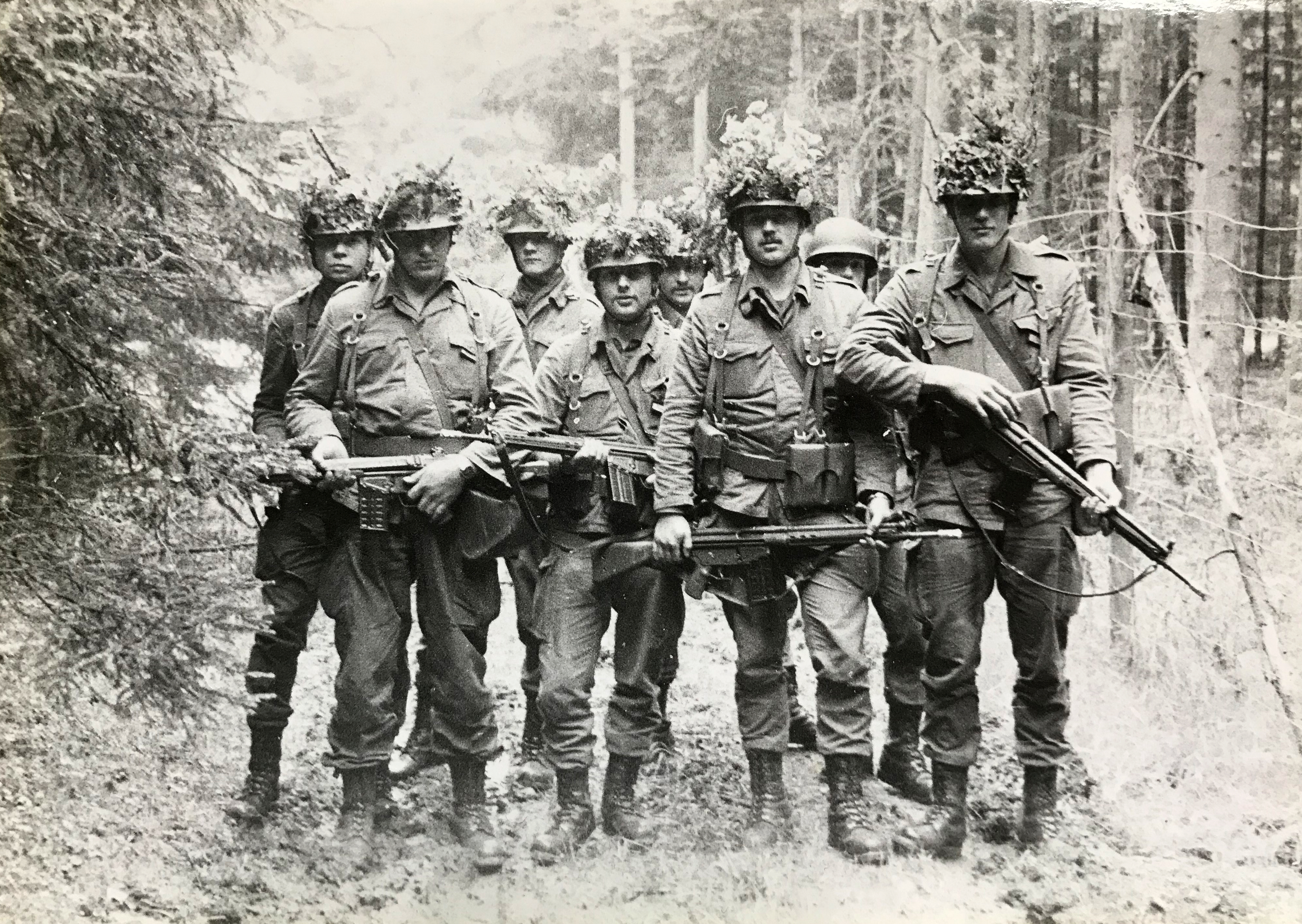
Modell 77 in der Ausführung Glattleder

Unter dem Versorgungsartikelnamen „Stiefel, Feld“ wurde 1977 eine in schwarzem Leder gefertigte Version des Modells 1972 vorgestellt. Vorausgegangen waren Diskussionen um die Fußhygiene bei der Bundeswehr und der Wegfall des Infrarotschutzes. Ab Anfang 1978 wurden zunächst die Berufs- und Zeitsoldaten mit je einem neuen Paar Kampfschuhe ausgestattet, ab Januar 1979 erhielten dann auch die grundwehrdienstleistenden Soldaten je ein neues Paar Schwerschuhzeug. Auf der Führungsebene gingen die Verantwortlichen gegenüber dem Bundestag nun davon aus, dass damit „auch orthopädischen und hygienischen Bedürfnissen Rechnung getragen sein“ dürfte. Es wurde aber erkannt, dass das Schwerschuhzeug bei niedrigen Wintertemperaturen „im Außendienst keinen hinreichenden Kälteschutz“ bot. Und weiter: „Nach Mitteilung des Bundesministers der Verteidigung ist dieses Problem nur dadurch zu lösen, daß den Soldaten Winterkampfstiefel zur Verfügung gestellt werden.“ Diese Forderung blieb allerdings unerfüllt. Ebenso wurden die Klagen von Soldaten „über Wasserdurchlässigkeit und mangelnde Tragfähigkeit des neuen Schwerschuhzeuges“ als „weitgehend gegenstandslos“ angesehen. Die Hygienediskussion ging schon seit einiger Zeit durch die Öffentlichkeit. So hatte Der Spiegel bereits am 3. März 1975 berichtet, dass nach Angaben des Koblenzer Ernst-Rodenwaldt-Instituts die Kampfschuhe und Militär-Arbeitsschuhe zu 95 Prozent von Fußpilzen befallen waren. Die Soldaten sollten daher nach ihrer abzuleistenden Dienstzeit ihre gebrauchten Schuhe mit nach Hause nehmen. Laut „Richtlinien Bekleidung Nr. 10/77“ galt und gilt dies insbesondere für Reservisten der Bundeswehr, die freiwillig und regelmäßig an dienstlichen Veranstaltungen teilnehmen.
Das Leder der Kampfschuhe Modell 1977 war entweder glatt oder durch das Aufpressen einer Narbenoberfläche während des Herstellungsprozesses entsprechend genarbt. Auf diese Art konnte auch Leder zweiter Wahl Verwendung finden, da diese Technik von der Industrie eingeführt wurde, um Schönheitsfehlern im Leder zu begegnen. Zusätzlich wurde das Leder durch die Narbenoberfläche allerdings auch etwas härter. Außerdem gab es bei unterschiedlichen Tranchen leichte Abweichungen vom Standardmodell. Erhalten blieb allerdings stets die lederverstärkte Fersenzone. Die zwiegenähten und verklebten durchgehenden Profilgummisohlen dieses Schuhs blieben dieselben wie bei der nicht mehr durchgenähten Version nach 1973. Neben der bisher verbauten braun gefärbten Sohle wurden nun auch Kampfschuhe mit schwarzen Sohlen ausgegeben. Alle besaßen das „Oberfeldwebelprofil“. Teilweise wurden die braunen Gummisohlen auch an den Flanken geschwärzt. Ein Merkmal dieses Modells war anfangs, dass wie beim Vorgänger auch hier der Absatz mit acht Nägeln zusätzlich fixiert wurde. Das Einschlagen dieser Nägel fiel nach wenigen Produktionsjahren weg, denn das neue Schuhmodell wurde bis 1983 stetig überarbeitet. Diese Bearbeitungen betrafen in besonderem Maße die wasserabweisenden Eigenschaften und die Abdichtung der Nähte. „Hierdurch konnte die Wasserdichtigkeit von ursprünglich drei auf sechs Stunden am fertigen Schuh angehoben werden.“

### Kampfschuh, Modell 1983

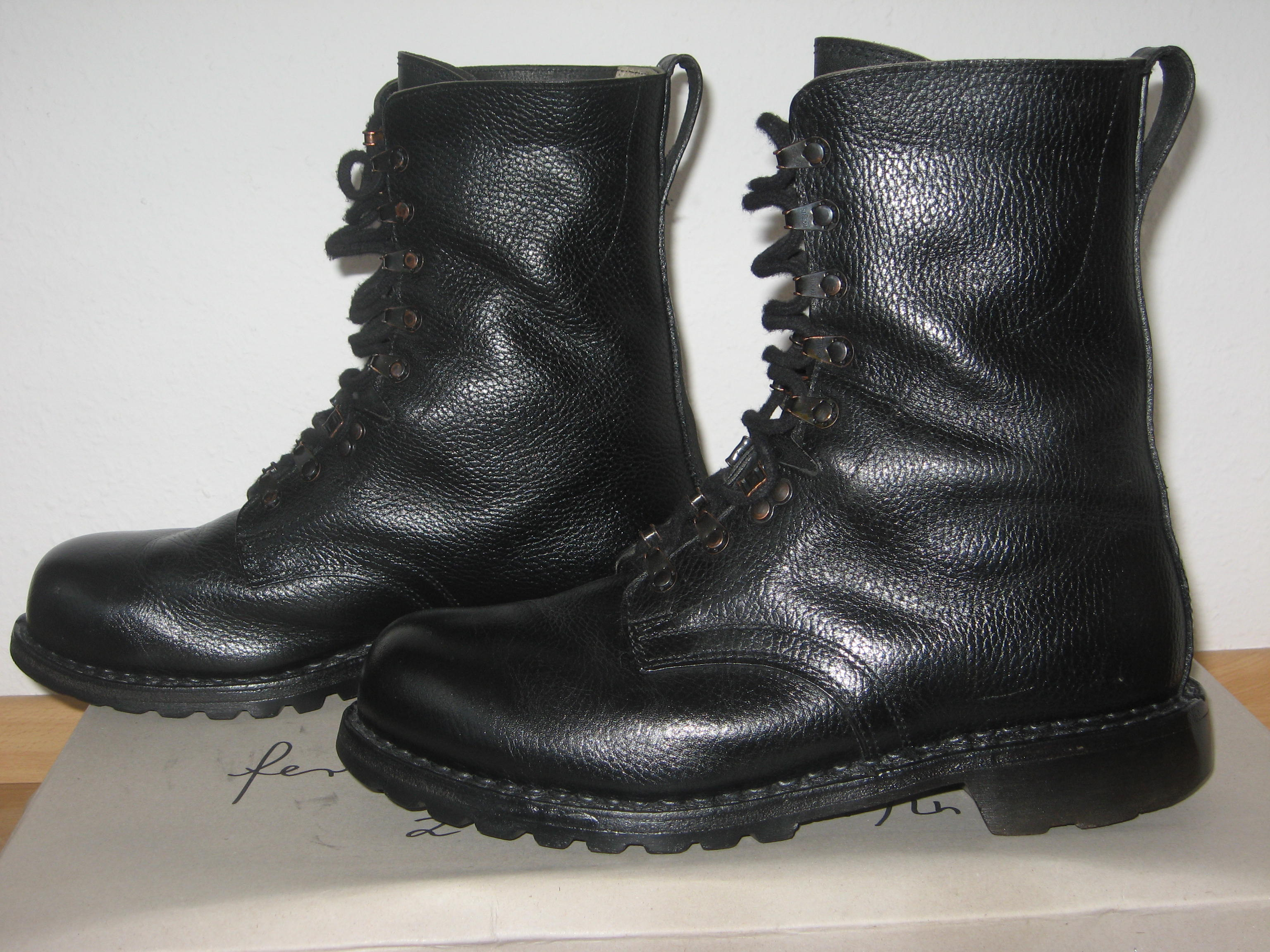
Beim Modell 83 wurde der Kampfschuh unter anderem mit Lederinnenfutter versehen.

Der Kampfschuh Modell 83 wurde unter dem Versorgungsartikelnamen „Stiefel, Feld“ und der Versorgungsnummer 8430-12-169-6645 erstmals gegen Ende des Jahres 1984 vorgestellt. Er war aus den Erfahrungen mit den bisherigen geschnürten Kampfschuhen der Modelle 72 und 77 entwickelt worden und griff Forderungen aus der Truppe auf. Da deren Klagen gegenüber einer tauglichen Winterausrüstung bis 1984 nicht abrissen, wurden nun auch Stimmen im Bundestag laut. So äußerte sich der Abgeordnete Albert Pfuhl (SPD) 1984 – zu diesem Zeitpunkt noch ausschließlich mit Blick auf das Kampfschuh-Modell 1977: dass „die Kampfstiefel für den Sommer geeignet, jedoch im Winter stark wasserdurchlässig seien und im Gegensatz zur Ausrüstung der US-Truppen keine Überschuhe aus Gummi zur Verfügung stünden“. Diese Anfrage fußte auf einer Befragung der Truppenzeitschrift Heer vom Februar 1984 und wurde nach der Bundestagsanfrage im selben Jahr nochmals in der Zeitschrift Wehrtechnik aufgegriffen. Die Probleme, die sich mit der Einführung des ersten geschnürten Kampfschuhs 1972 ergeben hatten, waren also bis zu diesem Zeitpunkt – trotz aller Beschwichtigungsversuche von Seiten des Bundesverteidigungsministeriums und der politisch Verantwortlichen – nicht gelöst worden.
Die Antwort der Bundeswehr war nun das Modell 1983 mit seiner auf sechs Stunden erhöhten Wasserdichtigkeit. In Fachkreisen bestand 1985 die Meinung: „In seiner jetzigen Ausführung ist der Kampfschuh nicht mehr verbesserungsfähig, ohne den Tragekomfort zu beeinträchtigen (Gummistiefeleffekt).“ Vergleiche mit Schuhen anderer NATO-Partner zeigten, dass das neue deutsche Modell am besten abschnitt. „Dennoch geäußerte Beschwerden wegen nasser Füße haben als Ursache das aus wirtschaftlichen Gründen notwendige Auftragen von Kampfschuhen alter Bestände (die den heutigen Qualitätserfordernissen noch nicht entsprechen), unsachgemäße Behandlung und fehlende oder falsche Pflege.“ Die damals aktuellen Schuhprobleme bei Rekruten sahen die Verantwortlichen auch im Verhalten der jungen Menschen. Die „Turnschuhgeneration“ neigte sehr stark zu deformierten Füßen und hatte anfangs nachweisliche Schwierigkeiten damit, festes Schuhwerk zu tragen.
Konzeptionell blieb das Erscheinungsbild des bisherigen Schnürschuhs aus schwarz gefärbtem, glattem oder genarbtem Rindsleder erhalten, jedoch fanden ein paar Neuerungen Eingang. So entfiel die außen am Schuh angebrachte lederne Verstärkung auf Höhe der Ferse. Die vom Modell 1977 identisch übernommene durchgehende ausgeformte profilierte Kunststoffsohle (Oberfeldwebelsohle) war am Schuhkörper verklebt, zwiegenäht und die Naht anschließend gewachst. Die Sohle war rutschfest sowie öl- und benzinresistent. Besonderer Wert wurde auf einen erhöhten Tragekomfort gelegt. Eine zusätzliche Lederfütterung der Lasche polsterte und isolierte zum einen den Fußrücken und sollte gleichzeitig das Eindringen von Feuchtigkeit unterbinden. Der Schuh besaß acht Reihen an Schnürösen aus Metall und an der Rückseite eine Lederlasche, die zum verbesserten Ein- und Aussteigen beitragen sollte.

### Kampfschuh, Modell 1990
Anfang 1990 wurde ein überarbeiteter Kampfschuh ebenfalls unter dem Versorgungsartikelnamen „Stiefel, Feld“ und der Versorgungsnummer 8430-12-169-6653 eingeführt. Dieses Modell aus schwarzem, genarbtem Leder besaß acht Reihen an Schnürösen aus Metall – darunter Haken – und wurde mit einer rückseitigen Lederschlaufe am Schaft zum leichteren Ein- und Aussteigen geliefert. Typisch für diese Ausführung war das Fehlen der außen am Schuh angebrachten ledernen Fersenverstärkung. Der Schuh besaß ein leicht gepolstertes ledernes Innenfutter. Dieses bewirkte zwar einen angenehmen Tragekomfort, war aber bei starker Feuchtigkeitsbelastung oder, wenn der Schuh stark austrocknete, rissempfindlich. Die Sohle war in traditioneller Handwerkstechnik zwiegenäht, gewachst und an den Schuhboden geklebt. Frühe Modelle besaßen noch die Sohle des Vorgängermodells (Oberfeldwebelsohle), dies änderte sich jedoch sehr schnell. Anschließend wurde die antistatische, öl- und benzinresistente Sohle verbaut, die auch noch beim Kampfschuh 2007 eingesetzt wurde. Ein Lieferant dieser Schuhe war die ostbayerische Firma Völkl, welche bis dahin unter anderem Schuhe für den Arbeitsschutz und Schaftstiefel hergestellt hatte.

### Kampfschuh, Modell 2000

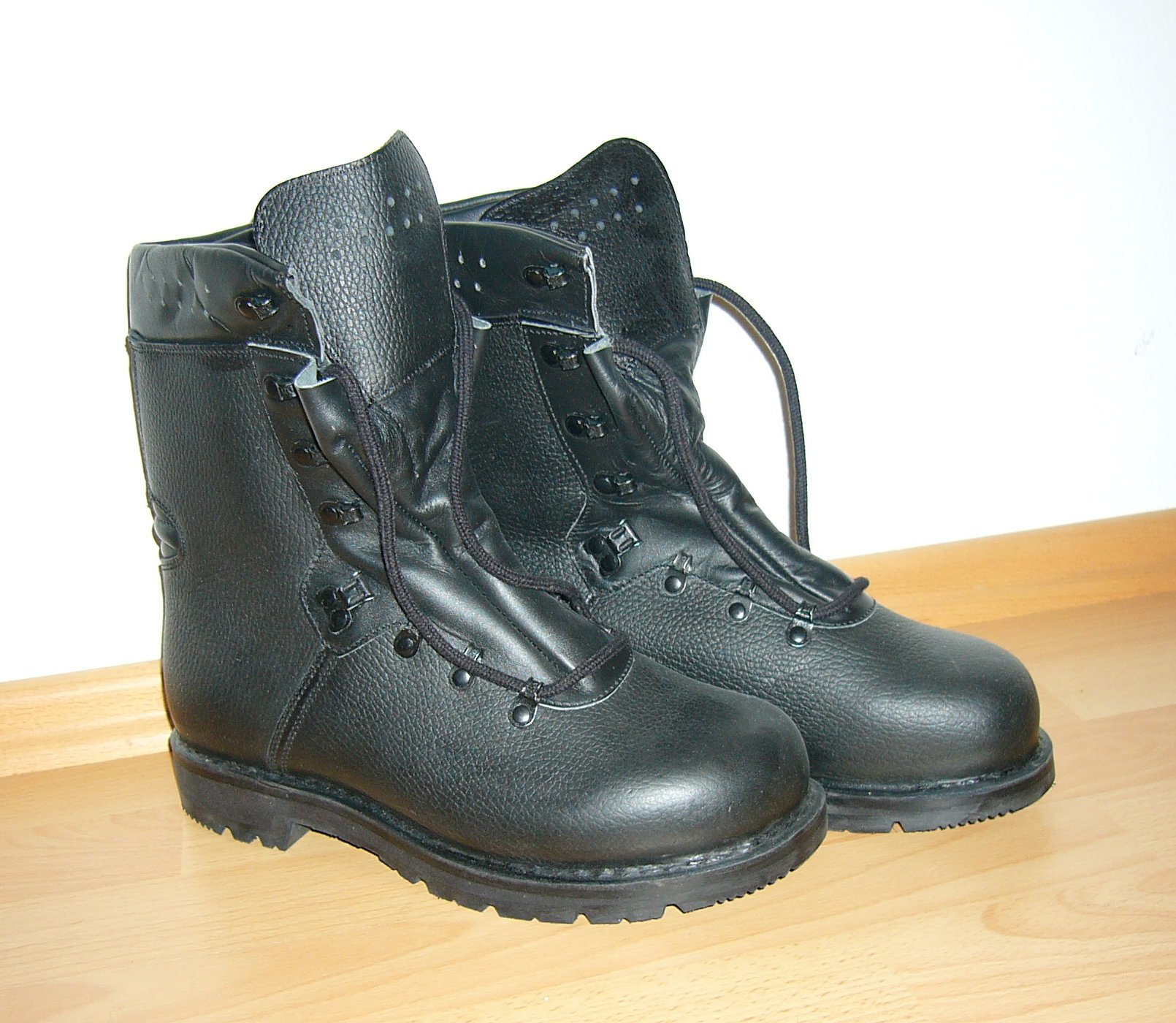
Kampfschuh Modell 2000 der Bundeswehr

Der Kampfschuh Modell 2000 war ein robuster, aus schwarzem Rindleder gefertigter und durchgehend ledergefütterter Schnürschuh mit verlängertem Schaft. Er wurde nach den Technischen Lieferbedingungen der Bundeswehr unter der „TL 8430-0039“ gefertigt und als „Kampfschuh, Männer“ als Dienst- und Kampfschuh an alle Teilstreitkräfte ausgegeben. Der Schuh trug den Versorgungsartikelnamen „Stiefel, Feld“ und die Versorgungsnummer 8430-12-336-0326. Eine Vorgabe für den Schuh war, dass er den klimatischen Bedingungen in Mitteleuropa genügen sollte. Für Einsätze in anderen Klimazonen wurden zusätzliche Schuhe bereitgehalten. Das Schuhwerk sollte einen erhöhten Tragekomfort besitzen, vor Überhitzung schützen und die statische Aufladung des Körpers verhindern. Wichtig waren außerdem eine Wasserdichtigkeit zwischen fünf und sechs Stunden, gute Dämpfungseigenschaften der Sohle zur Förderung der Marschleistung, Rutschfestigkeit, Antistatik sowie Schutz vor mechanischen Einflüssen.
Der Schuh bestand aus kombiniert gegerbtem, genarbtem, vollnarbigem, hydrophobiertem, unzugerichtetem wasserdichtem Leder. Das Modell besaß pro Stiefel zwei Kunststoffkappen um Fersen und Zehen zu schützen. Kunststoffkappen haben im Gegensatz zu den bisherigen Stahlkappen den Vorteil, das Auskühlen der Zehen nicht zu fördern. Die Schafthöhe des Modells 2000 betrug rund 24 Zentimeter. Des Weiteren war der Kunststoff der rutschfesten Profilgummiverbundsohle sowohl öl- als auch benzinfest und antistatisch. Die Sohle wurde in traditioneller Handwerkstechnik zwiegenäht und die Naht abgedichtet. Ferner zeichnete sich die Sohle durch eine dämpfende Mittelschicht aus. Neben der Ösenschnürung sorgte die Schuhzunge für zusätzliche Dichtigkeit im Bereich der Schnürung, da sie bis weit nach oben hin zu beiden Seiten mit dem Schaft verbunden war. Außerdem war der Kampfschuh mit einer Dehnungsfalte im Sprunggelenksbereich ausgestattet, besaß am oberen Rand Ventilationsöffnungen und eine Schaftpolsterung.

### Kampfschuh, Modell 2002
Je nach Hersteller wurde das Modell 2000 vor 2002 mit oder ohne Henkellasche an seiner Rückseite vertrieben. Erst ab 2002 besaßen alle Kampfschuhe des Modells 2000 diese als Anziehschlaufe gedachte Lasche. Auch dieser Schuh wurde unter anderem von der Firma Völkl geliefert.

### Kampfschuh, Modell 2005
Im Jahr 2005 wurde das Modell 2000 insbesondere auch beim Aufbau der Profilgummisohle und an der äußerlichen Gestaltung überarbeitet. Die Laufsohle wurde nun erstmals bei einem militärischen Kampfschuh in Deutschland nicht mehr in traditioneller Handwerkstechnik zwiegenäht, sondern in dem für die industrielle Massenfertigung üblich gewordenen preiswerteren Verfahren klebegezwickt. Damit fiel die Naht zwischen dem Futter und der Brandsohle weg. Zudem wurde jetzt die Profilgummisohle an den Schuhboden anvulkanisiert. Das Obermaterial bestand aus einem kombiniert gegerbten, genarbten und hydrophobierten wasserdichten Leder, das Innenfutter wurde aus kombiniert gegerbtem, naturellem Rindfutterleder hergestellt. Die Einlegesohle war herausnehmbar und waschbar. Der Schuh hatte eine Anziehschlaufe und eine gepolsterte Abschlussbordüre. Das Modell wurde von verschiedenen Herstellern ausgeliefert, darunter die Firma Haix.
Der Schuh war bei der Truppe nicht beliebt. So lösten sich die aus Kostengründen nur noch klebegezwickten Sohlen ab und manche Soldaten klagten über Blasen an den Fersen. Trotz Verbots begannen Soldaten damit, sich privates Schuhwerk zu besorgen.

### Kampfschuh, Modell 2007 DMS

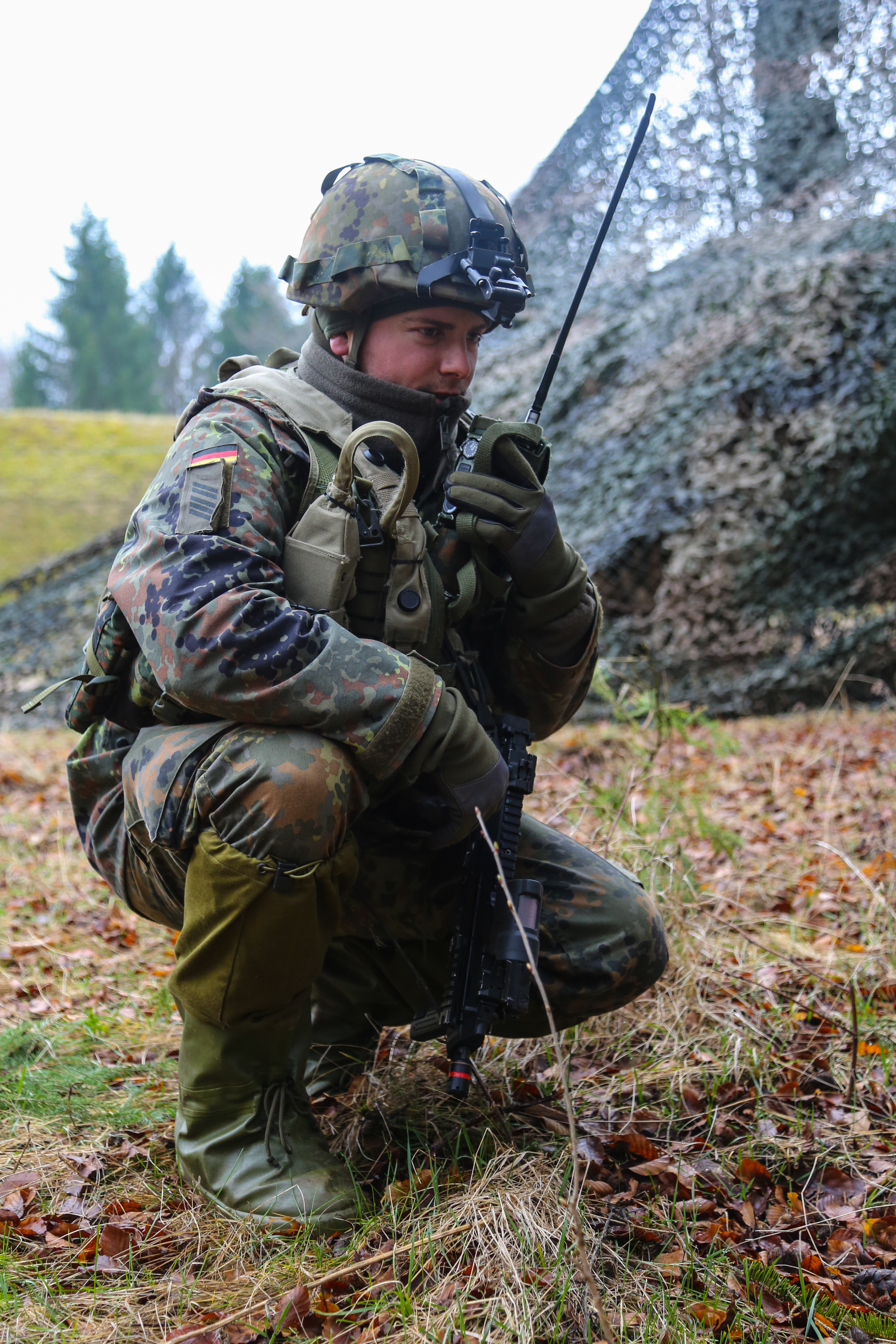
Überschuhe

Das Modell 2005 wurde 2008 von einer überarbeiteten Version des Bundeswehr-Schnürschuhs abgelöst. Dieses neue Modell wird nach den Technischen Lieferbedingungen der Bundeswehr unter der überarbeiteten „TL 8430-0039“ vom 30. Juli 2008 gefertigt und als „Kampfschuh, Männer, direktangespritzte Sohle“ ausgegeben. Der dem Modell 2005 sehr ähnliche Schuh trägt den Versorgungsartikelnamen „Stiefel, Feld“ und die Versorgungsnummer 8430-12-362-8689. Die klebegezwickte, anvulkanisierte Sohle ist rutschfest, abriebarm, säure- und benzinresistent sowie antistatisch. Der Schuh hat eine Anziehschlaufe und eine gepolsterte Abschlussbordüre. Er besteht aus kombiniert gegerbtem, genarbtem, vollnarbigem, durchhydrophobiertem, unzugerichtetem wasserdichtem Rindleder. Seine Zunge ist gepolstert und er besitzt am oberen Rand Ventilationsöffnungen. Am Schuhrücken befindet sich eine Dehnungsfalte. Ein Ziel der Überarbeitung des Kampfschuhs war es, Gewicht zu sparen. Ein Schuhpaar des Modells 2007 wiegt daher 400 Gramm weniger als das Modell 2000. Wie bei den Bundeswehr-Kampfschuhen von Anfang an üblich, wird das Oberleder durch das Aufpressen einer Narbenoberfläche während des Herstellungsprozesses strukturiert. Die Industrie setzte dieses Verfahren entgegen den ursprünglichen Vorgaben des Bundesverteidigungsministeriums in den 1950er Jahren durch, um auch Leder zweiter Wahl verarbeiten zu können. Die genarbte Oberfläche lässt kleinere Schönheitsfehler im Leder „verschwinden“. Zusätzlich wird das Leder durch die Pressung bei der Narbung der Oberfläche allerdings auch etwas härter. Das Modell wird von verschiedenen Herstellern geliefert, darunter die Firma Baltes, die diesen Schuh auch als Kampfschuh KS 2002 vertreibt, sowie die Firma Völkl.
Der Schuh ist bei der Truppe nicht beliebt. So lösten sich die seit dem Modell 2005 aus Kostengründen nur noch klebegezwickten Sohlen ab und manche Soldaten klagten über Blasen an den Fersen. Trotz Verbots begannen manche Soldaten damit, sich mit privatem Schuhzeug auszurüsten. Auch nach Einführung der Modelle 2017 in den Jahren 2018 und 2019 wird der Kampfschuh, Modell 2007, aufgetragen.

Kampfschuh Modell 2007 DMS
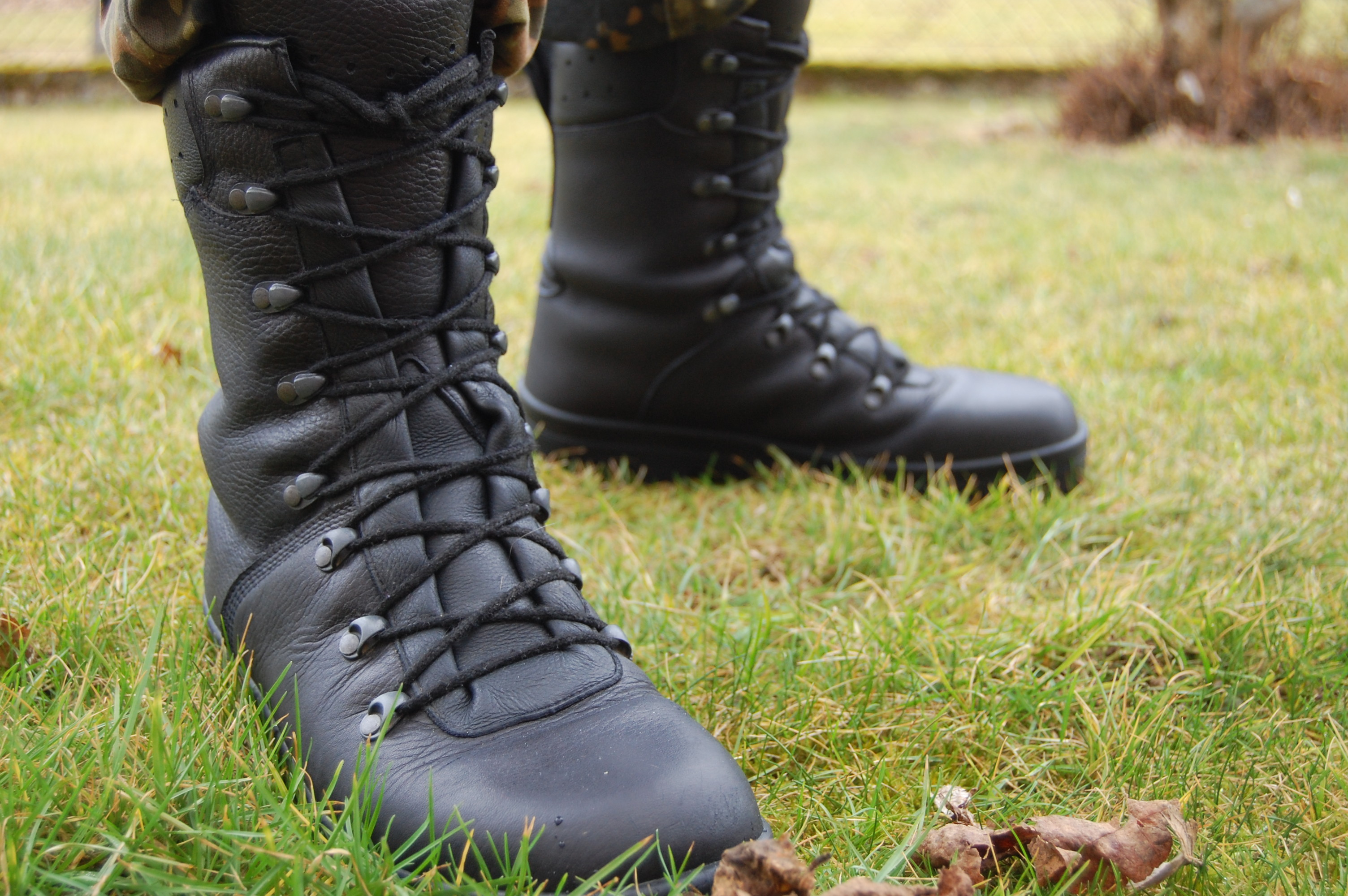
Vorderansicht
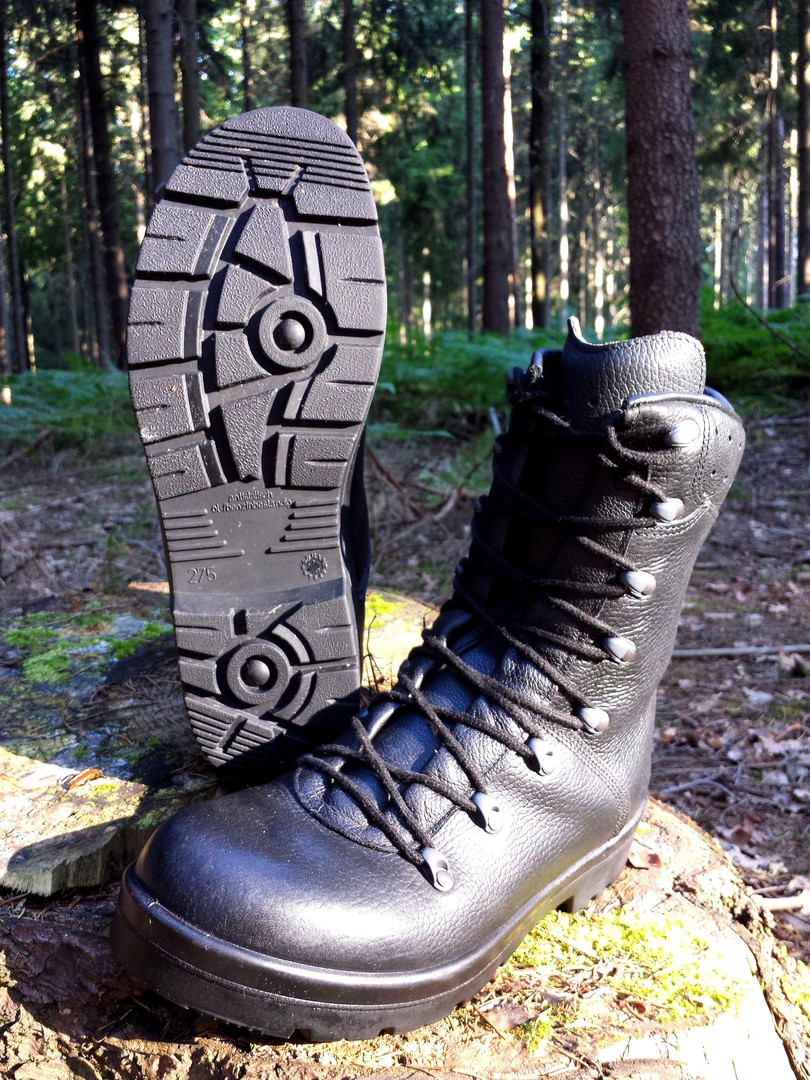
Originalsohle
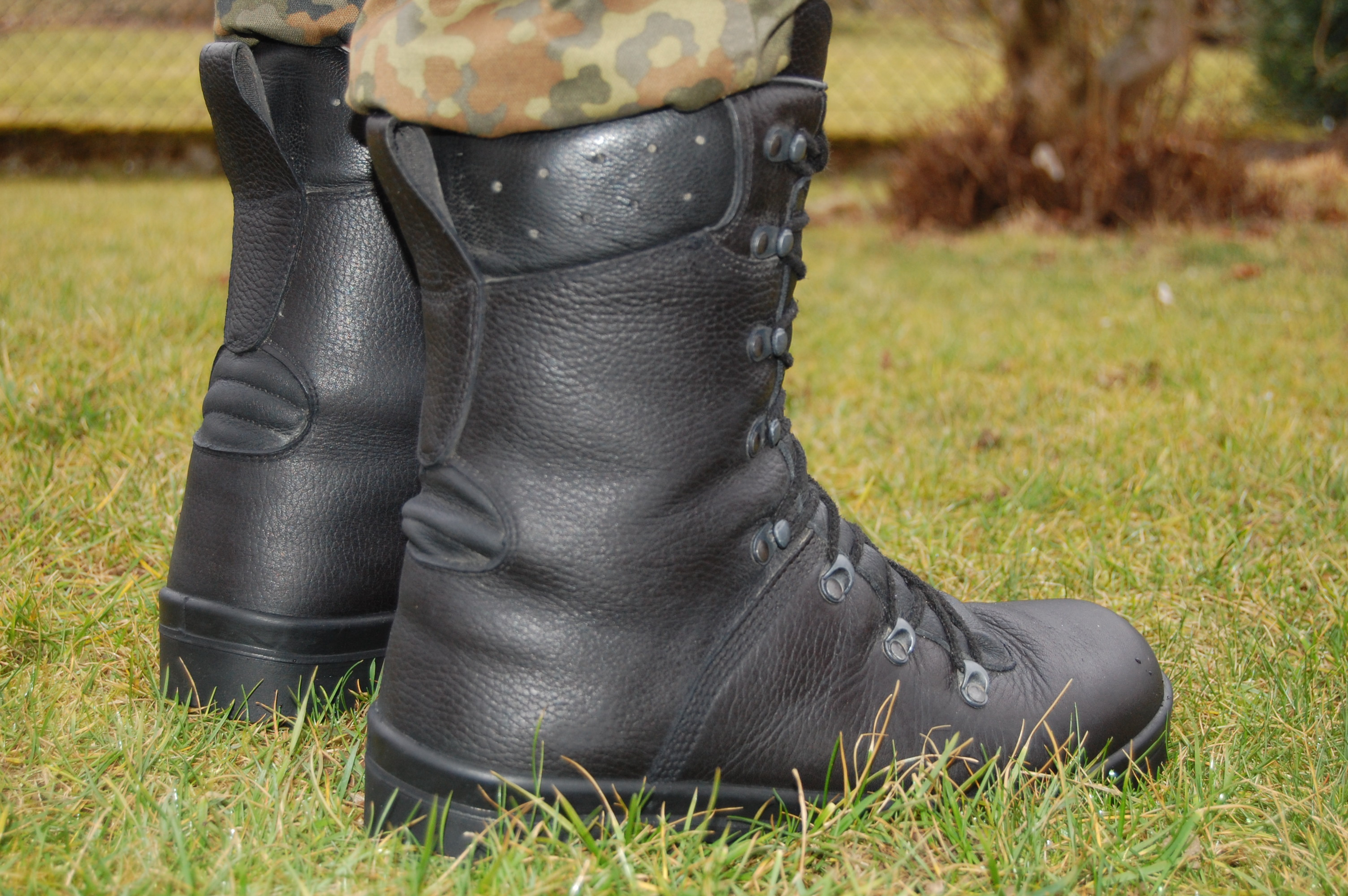
Rückansicht
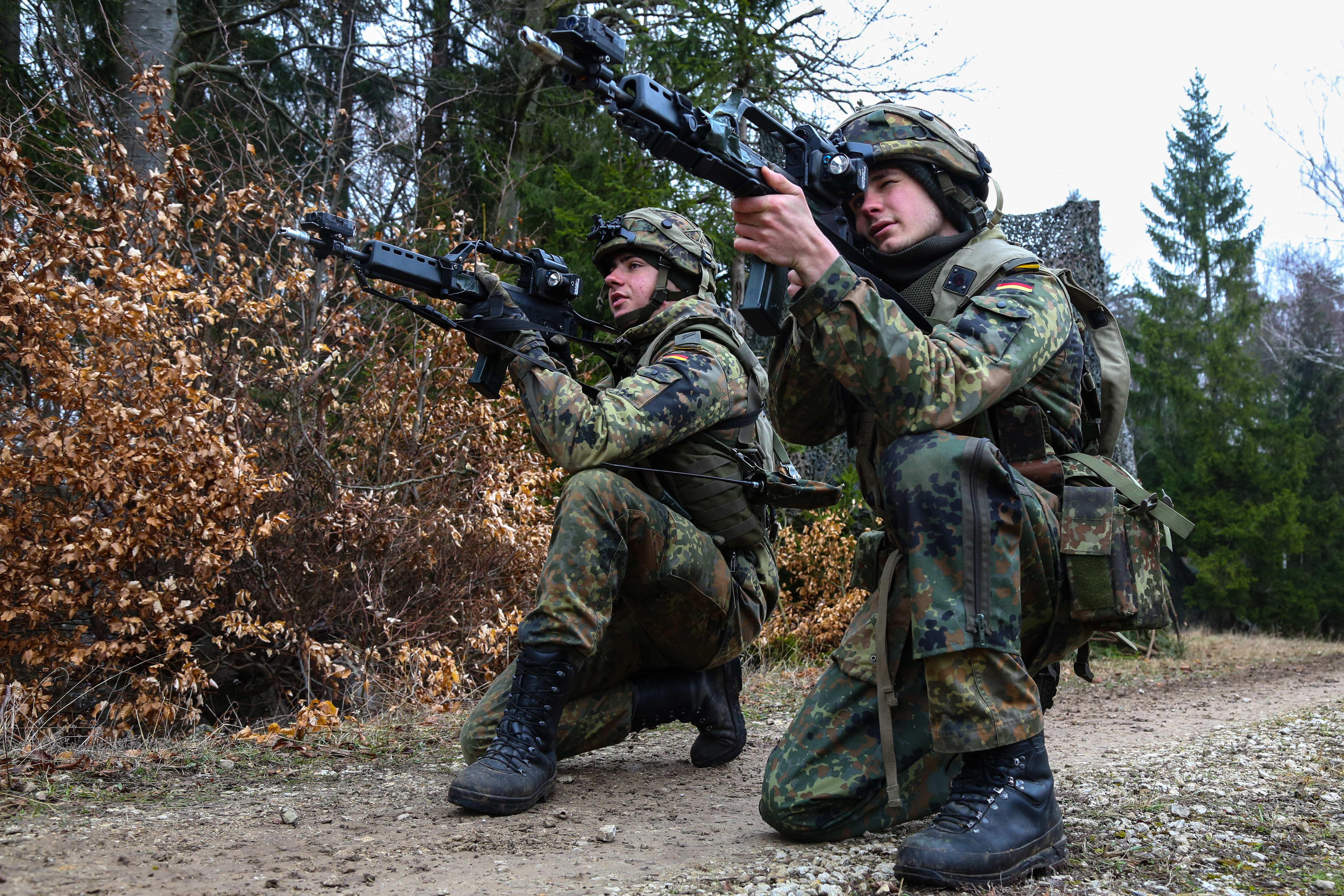
Komplett mit Uniform

### Kampfschuh, Modell 2018

Kampfschuh, Modell 2018 von Haix (Leder-Gore-tex)

Bereits ab 2012 wurde über eine Neukonzeption des Kampfschuhs nachgedacht, da die Soldaten mit den letzten Modellen schlechte Erfahrungen machten. So lösten sich die seit dem Modell 2005 aus Kostengründen nur noch klebegezwickten Sohlen ab und manche Soldaten klagten über Blasen an den Fersen. Trotz Verbots begannen die Soldaten damit, sich privates Schuhwerk zu besorgen.
Erst 2014 ging das Verteidigungsministerium auf die gesammelten Vorschläge für neues Schuhwerk ein, so dass ab Herbst 2015 die Vorarbeiten beginnen konnten. Erste Tragetests von Schuhen verschiedener Hersteller fanden im November 2016 statt. Letztendlich war der mit geringen Abweichungen am Ende ausgewählte Kampfschuh bereits seit Mitte der 1990er Jahre auf dem Zivilmarkt verfügbar. Bereits im September 2017 konnte die Bundeswehr die neuen Schuhe bestellen. Letztendlich erhält jeder Soldat im Grundbetrieb drei paar Kampfschuhe – zwei schwere (Gore-tex) und ein leichtes Paar (mit Textileinsatz). Im November 2017 begann die Verteilung des leichten Schuhwerks, zunächst nur an Soldaten, die in einen Einsatz gehen, und ab Januar 2018 wurden die ersten schweren Kampfschuhe ausgeteilt. Die leichten und schweren Schuhe der Männer und Frauen werden von drei Herstellern produziert. Die Männerschuhe werden von den Firmen Meindl und Haix hergestellt, die Frauenschuhe von Meindl und Lowa. Männer und Frauen können sich auch das Schuhwerk des jeweils anderen Geschlechts für den Dienst aussuchen. Bei den Männerschuhen sind leichte Bauunterschiede zwischen den Modellen von Meindl und Haix festzustellen. Die Sohlen werden vom italienischen Hersteller Vibram geliefert.
Der neue Schuh zeigt optische Ähnlichkeiten zum bereits existierenden US-Modell. Die neuen Stiefel werden naturfarben sein und zum ersten Mal eine Raulederoberfläche besitzen. Aufgrund von bestehenden Bundeswehrvorgaben durften die schweren Modelle jedoch nur im klassischen Schwarz ausgeliefert werden, da sie auch für den Formaldienst eingesetzt werden. Lediglich die leichten Stiefel, die eine Neuerung sind, bleiben braun. Das Rauleder ist pflegeintensiver als die bisherigen Glattledermodelle, aber offenbar kann die raue Oberfläche nicht so abschmirgeln, wie es bei den letzten Bundeswehr-Schuhmodellen der Fall war.

### Sondermodelle

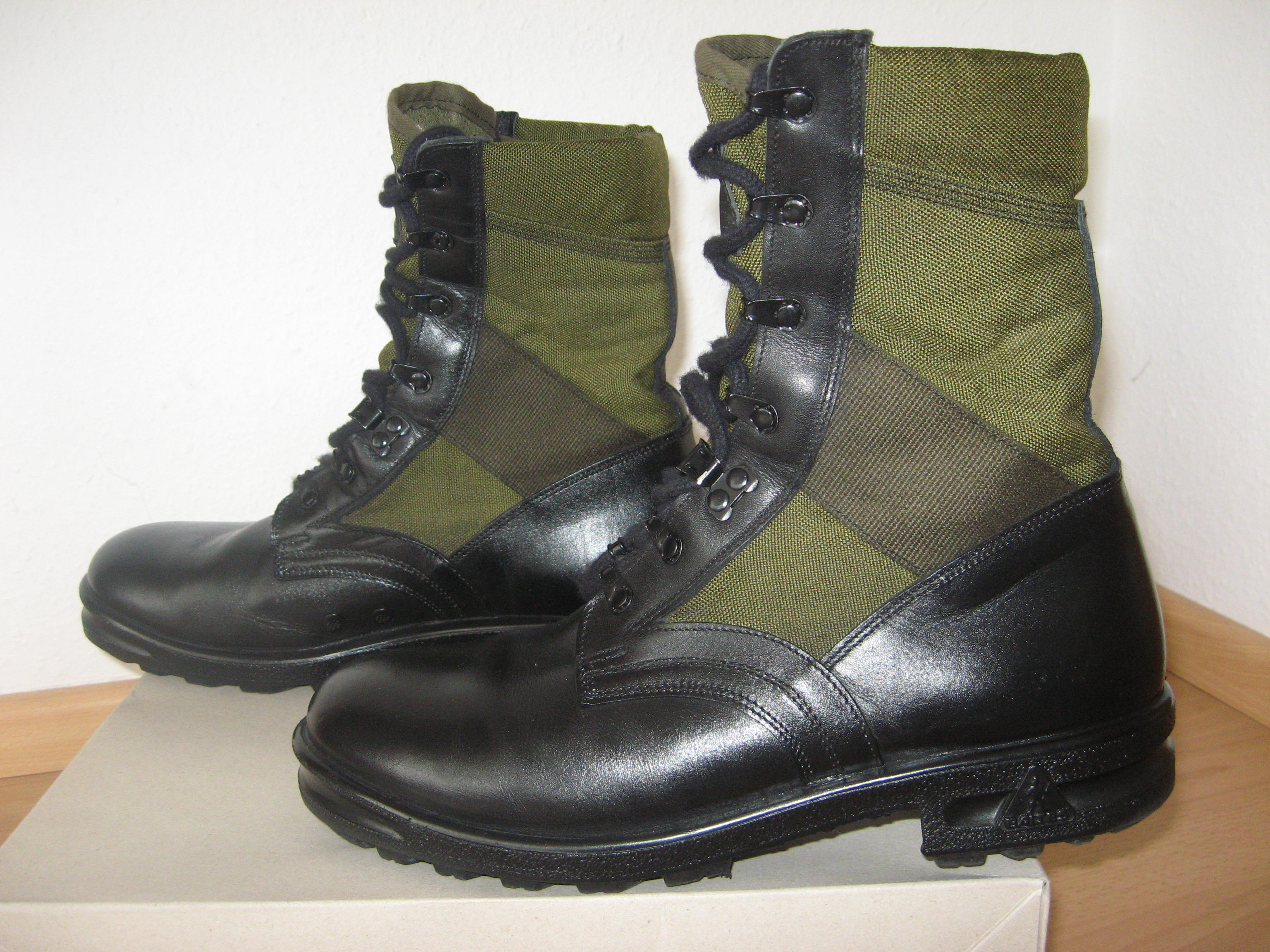
Bundeswehr-Tropenschuh der Firma Baltes für tropische Einsätze

Das Wachbataillon beim Bundesministerium der Verteidigung trägt bei Paraden keine Kampfschuhe, sondern traditionelle gekürzte Schaftstiefel, die den Versorgungsartikelnamen „Stiefel, protokollarischer Dienst“ tragen. Die Soldaten der Gebirgsjäger-, die Fallschirmjägertruppe sowie zum Teil fliegendes Personal tragen meistens spezielle Ausführungen bzw. gar keine Kampfschuhe. Die Gebirgsjägertruppe trägt bundeswehreinheitlich leichte Bergschuhe mit einem gezackten Sohlenprofil.

### Tropenschuh
Die Firma Baltes stellte für die Bundeswehr, bedingt durch die Einsätze in verschiedenen Klimazonen, auch entsprechende, rund 24 Zentimeter hohe Kampfschuhe für den Einsatz im südlichen Europa her. Der Schuh trug den Versorgungsartikelnamen „Stiefel, Feld, Tropen“. Der mit einem Schnellschnürsystem ausgestattete Schuh war etwas leichter als das Modell 2007. An den Seiten des Schaftes war er jeweils mit reißfestem und belastbarem Cordura-Nylon und Baumwolle ausgestattet. Die Schaftenden selbst waren gepolstert. Die mit einem anderen Profil als der Kampfschuh ausgestattete durchgehende Profilgummisohle war antistatisch sowie öl- und benzinbeständig. Diese Art des Kampfschuhs mit einer Kombination aus Leder und Textil wurde erstmals für das Afrikakorps entwickelt.

### Wüstenschuh

Bundeswehr-Wüstenschuh (Model Airpower P9 Desert der Firma Haix)

Die Firma Haix belieferte die Bundeswehr mit dem rund 18,5 Zentimeter hohen beigen „Kampfschuh, heiß/trockene Klimazone“, zuletzt nach TL 8430-0054 vom 8. Oktober 2009. Der Schuh wurde unter dem Versorgungsartikelnamen „Stiefel, Feld; heiß/trocken“ und der Versorgungsnummer 8430-12-368-8286 hergestellt. Dieses geschnürte Modell, das zivil unter dem Namen „Airpower P9 Desert“ vertrieben wird, besaß einen integrierten Hitzeschutz. Das atmungsaktive Obermaterial bestand aus einer Kombination von weichem und geschmeidigem, hydrophobiertem Veloursleder und Stoffeinsätzen aus strapazierfähigem Polyamid. Im Innenfutter war Gore-tex verarbeitet. Der Schuh besaß eine Feuchtigkeit absorbierende Brandsohle aus Texon, einem flexiblen Vliesmaterial aus Cellulose und Latex. Die nicht kreidende direktangespritzte und klebegezwickte Profilgummisohle war öl- und benzinfest und unterschied sich von der des Standard-Kampfschuhs und von der des Tropenschuhs. Ein Dämpfungskeil aus Polyurethan sollte die Laufeigenschaften verbessern. Eine Lasche am hinteren Schaft half beim schnelleren Ein- und Ausstieg. Auf die Profilgummisohle besaß die Firma Haix einen Geschmacksmusterschutz. Im Rahmen von Beschaffungen für die Bundeswehr verzichtete die Firma jedoch auf diese Rechte.
Haix lieferte auch ein anderes Modell an die Bundeswehr, das unter dem zivilen Namen „Black Eagle Athletic 11 high desert“ zu erwerben war. Das Obermaterial dieses geschnürten Schuhs bestand aus einer Kombination von Veloursleder und Textil und besaß ein atmungsaktives Innenfutter. Die Einlegesohle war atmungsaktiv und antibakteriell und die nichtkreidende Profilgummisohle öl- benzin-, hitze- und kälteresistent. Außer der Schnürung besaß der metallfreie Schuh neben einer Schlaufe an der Rückseite des Schaftes einen seitlichen Reißverschluss für den schnelleren Ein und Ausstieg.
Auch die Firma Meindl stellte einen eigenen geschnürten beigen „Kampfschuh, heiß/trockene Klimazone“ her, der sich optisch vom Haix-Modell unterschied. Der Schuh wird als Zivilmodell unter dem Namen „Desert Fox“ ausgeliefert. Auch dieser wasserabweisende Schuh besaß ein Gore-tex-Innenfutter und war auf Widerstandsfähigkeit und Robustheit ausgelegt. Eine Lasche am hinteren Schaft half beim schnelleren Ein- und Ausstieg. Bei der Konzeption wurde auf einen hohen Lauf- und Tragekomfort Wert gelegt. Der Schaft bestand aus Veloursleder, die Profilgummisohle war Öl- und benzinbeständig.
Inzwischen wird die Bundeswehr mit einem neuen beigen Kampfschuh heiß/trocken beliefert. Das dem alten Haix-Schuh nach TL 8430-0054 sehr ähnliche Modell ist als universell einsetzbarer robuster Ganzjahresschuh konzipiert. Die grobstollige, nichtkreidende Profilgummisohle, die anders aufgebaut ist als diejenige von Haix, wird direktangespritzt und klebegezwickt. Sie ist antistatisch ausgerüstet sowie Öl- und benzinbeständig. Das Obermaterial besteht aus einer Kombination von hydrophobiertem Veloursleder und Kunststoffgewebe. Eine Lasche am hinteren Schaft hilft beim schnelleren Ein- und Ausstieg. Der Knöchel- und Laschenbereich ist gepolstert und das dreilagige Laminatfutter besitzt eine Zwischenmembrane. Die Einlegesohle ist herausnehmbar und die aus Kunststoff gefertigte Brandsohle ist beidseitig vliesbeschichtet.

### Seestiefel Modell 2000
Der speziell für die Bundeswehr entwickelte Seestiefel Modell 2000 der Deutschen Marine war ein robuster, aus Rindleder gefertigter, rund 35 Zentimeter hoher Schaftstiefel mit einer an der Stiefelöffnung seitlich angebrachten Dornschnalle aus schwarz gelacktem Messing zum Verstellen der Größe. Der Schaftstiefel, dessen sichtbare Flächen des Oberleders durchgehend genarbt waren, wurde zuletzt nach den Technischen Lieferbedingungen der Bundeswehr unter der „TL 8430-0017“ vom 18. August 2010 gefertigt und als „Seestiefel, Männer“ unter dem Versorgungsartikelnamen „Stiefel, Schaft“ zum allgemeinen Dienst an die Teilstreitkraft Marine ausgegeben. Die mit einer Brandsohle ausgestatteten Stiefel wurden in bereits geschwärztem Zustand ausgeliefert. Im Unterschied zu den Bundeswehrschaftstiefeln Modell 1957 war beim Marine-Sommerstiefel, Modell 2000, eine wesentlich stärkere durchgehende Profilgummiverbundsohle ohne Metallbeschläge verarbeitet. Diese Sohle war identisch mit der durchgehenden Profilsohle des Kampfstiefels Modell 1972. Sie wurde wie damals sowohl in schwarzer als auch in brauner Färbung – dann mit geschwärzten Flanken – ausgeliefert. Die handwerklich traditionell zwiegenähte Sohle mit gewachsten Nähten war sowohl öl- als auch benzinresistent sowie antistatisch und besaß einen Polyurethankeil. Außerdem gab es eine lammfellgefütterte Wintervariante dieses Modells, die einen seitlichen Reißverschluss über die gesamte Stiefelhöhe besaß. Das Sommermodell 2000 wurde aus einem kombinierten gegerbten, genarbten, vollnabigen, hydrophobiertem wasserdichten Rindsleder hergestellt und ohne Zurichtung mit Lederinnenfutter und mikroporösem Zwischenpolster im Schaftteil ausgeliefert.

Seestiefel Modell 2000 der Marine
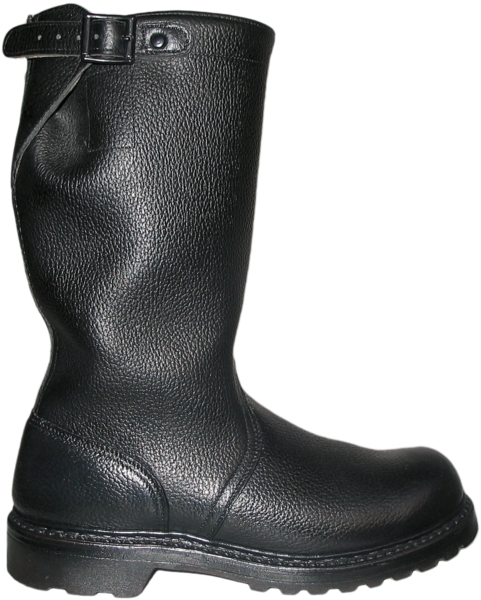
Sommermodell des Seestiefels der Deutschen Marine, Modell 2000
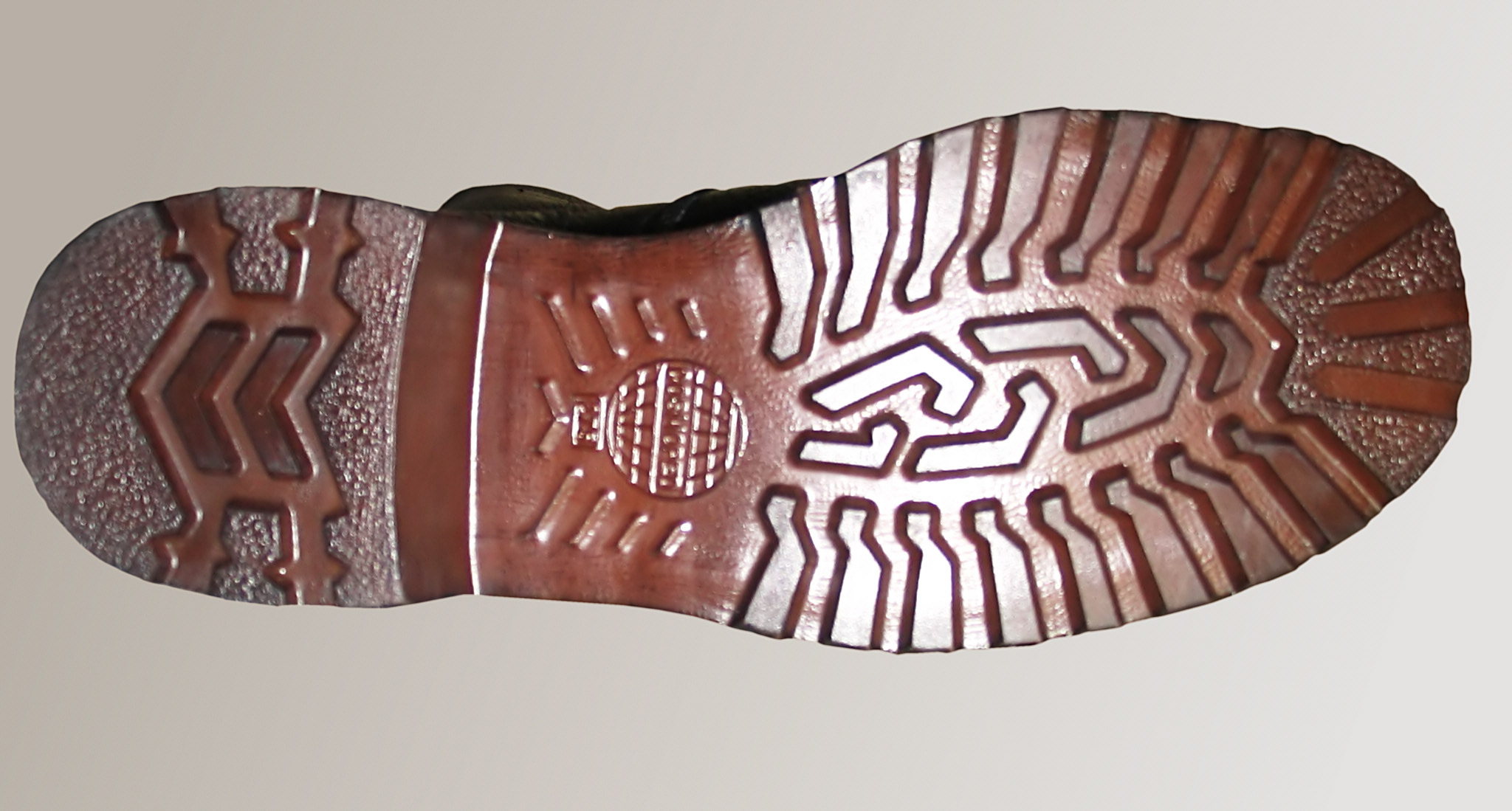
Sohle des Seestiefels 2000 der Deutschen Marine. Es wurden auch Sohlen aus schwarzem Kunststoff ausgeliefert
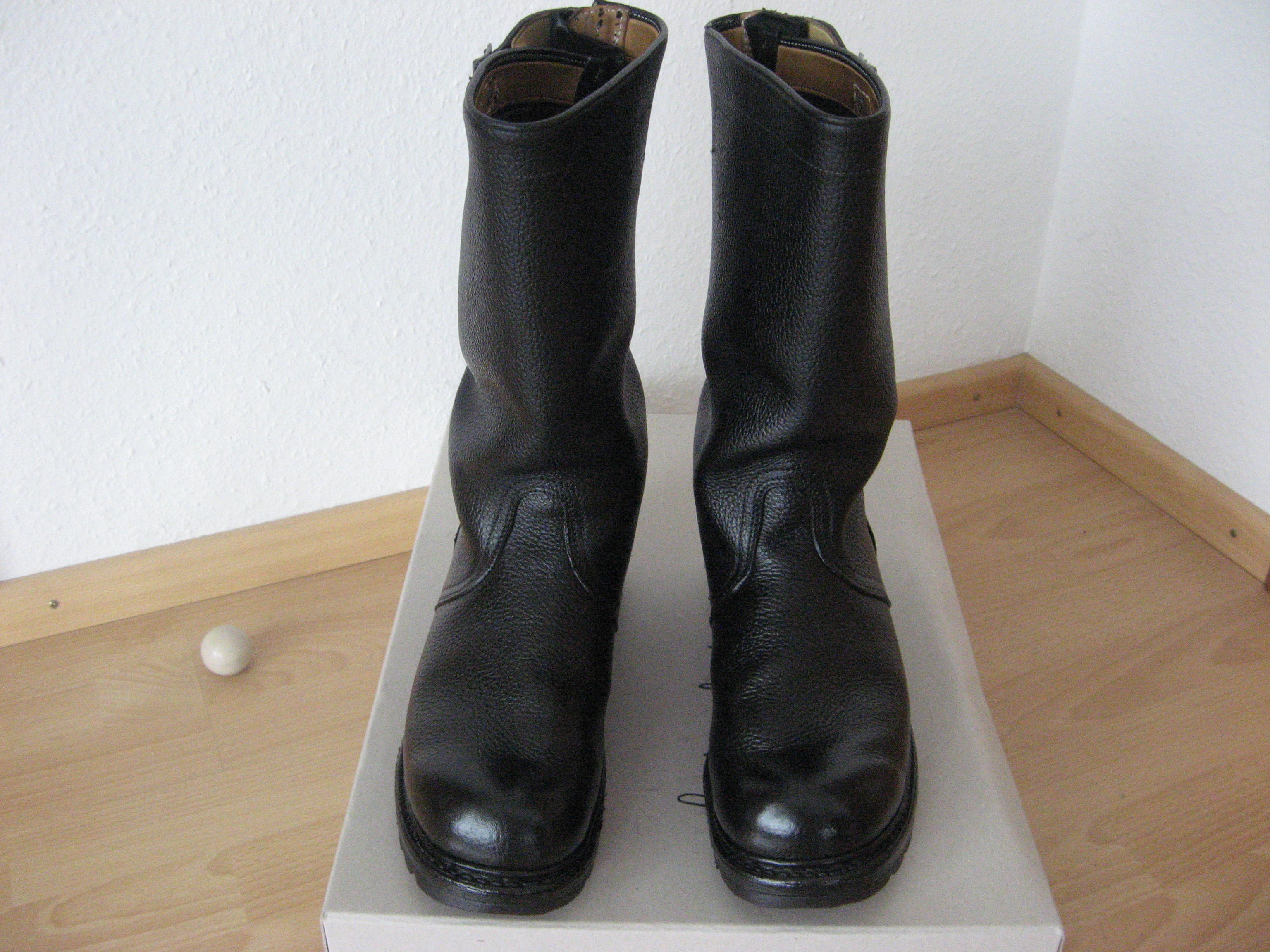
Sommermodell des Seestiefels 2000 der Deutschen Marine, Frontalansicht

### Seestiefel Modell 2013
Unter der TL 8430-003 vom 28. Juni 2013 wird das aktuelle Modell des Marine-Schaftstiefels unter der Bezeichnung „Seestiefel, Sicherheit, Soldaten“ und dem Versorgungsartikelnamen „Stiefel, Schaft“ für den allgemeinen Dienst bei der Teilstreitkraft Marine gefertigt. Dieses Stiefelmodell ist die erste moderne Überarbeitung des bisherigen, auf Basis des Kampfstiefels Modells 1957 gefertigten Stiefels und hat sich von der klassischen Optik des Bundeswehr-Knobelbechers deutlich entfernt. Die grobstollige Profilsohle aus Nitrilkautschuk muss den aktuellen Standard an Rutschfestigkeit erbringen, das Profil wurde technisch und optisch modernisiert. Die Sohle ist nichtkreidend, öl- und benzinfest sowie antistatisch. Der Schaftstiefel wurde aus einem kombinierten gegerbten, genarbten, vollnabigen, hydrophobiertem wasserdichten Leder hergestellt. Statt wie bisher mit einem Lederinnenfutter ist das Modell 2013 ohne Zurichtung mit einem textilen Innenfutter ausgestattet. Statt einem mikroporösen besitzt der Stiefel nun ein retikuliertes Zwischenpolster im Schaft. Am antistatisch ausgerüstetem Stiefel wurde nun kein Metall mehr verbaut, die „Demokratenschnalle“ ist also entfallen, stattdessen gibt es nun an der Stiefelinnenseite einen im Leder verarbeiteten Gummizug. Der aus glattem Leder gefertigte Stiefel besitzt die von Motorradstiefeln bekannt gewordenen waagrechten Reihen an Abnähern über der Ferse und am Fußrücken. Unterhalb des Schafts befinden sich an der Schuhvorderseite zwei Reihen an Lüftungsöffnungen. Statt Leder wurde bei der Brandsohle nun Polyester verarbeitet. Erstmals bei einem deutschen Schaftstiefel wird die Sohle nicht mehr handwerklich zwiegenäht, sondern industriell preisgünstiger klebegezwickt.

## Besitz nach Beendigung der Dienstzeit

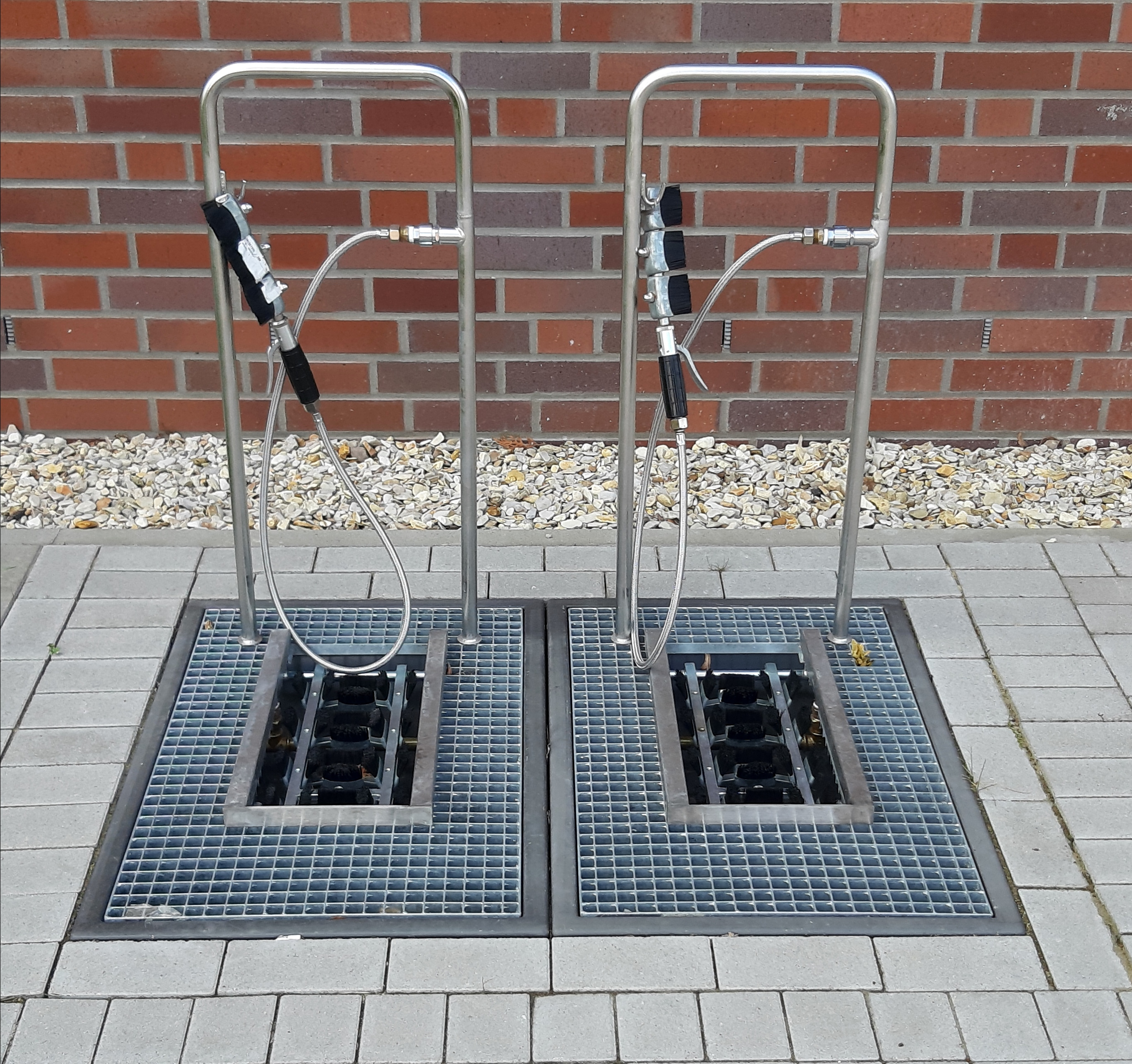
Kampfschuh-Reinigungsanlage in der Generalfeldmarschall-Rommel-Kaserne (Augustdorf)

Die Kampfschuhe gehören bei Ausscheiden aus der Bundeswehr laut den 1977 erlassenen „Richtlinien Bekleidung Nr. 10/77“ zur Friedenszusatzausstattung. Sie werden an unauffälliger Stelle gelocht, um weiteres Umtauschen zu verhindern, verbleiben nach dem Ende der Dienstzeit bei dem ehemaligen Soldaten und gehen nach drei Jahren in sein Eigentum über, soweit er nicht weiterhin als Reservist freiwillig und regelmäßig an dienstlichen Veranstaltungen gem. § 4 Abs. 4 Wehrpflichtgesetz (WPflG) teilnimmt.